# Renaissance

Die am Arno gelegene Renaissance-Metropole Florenz

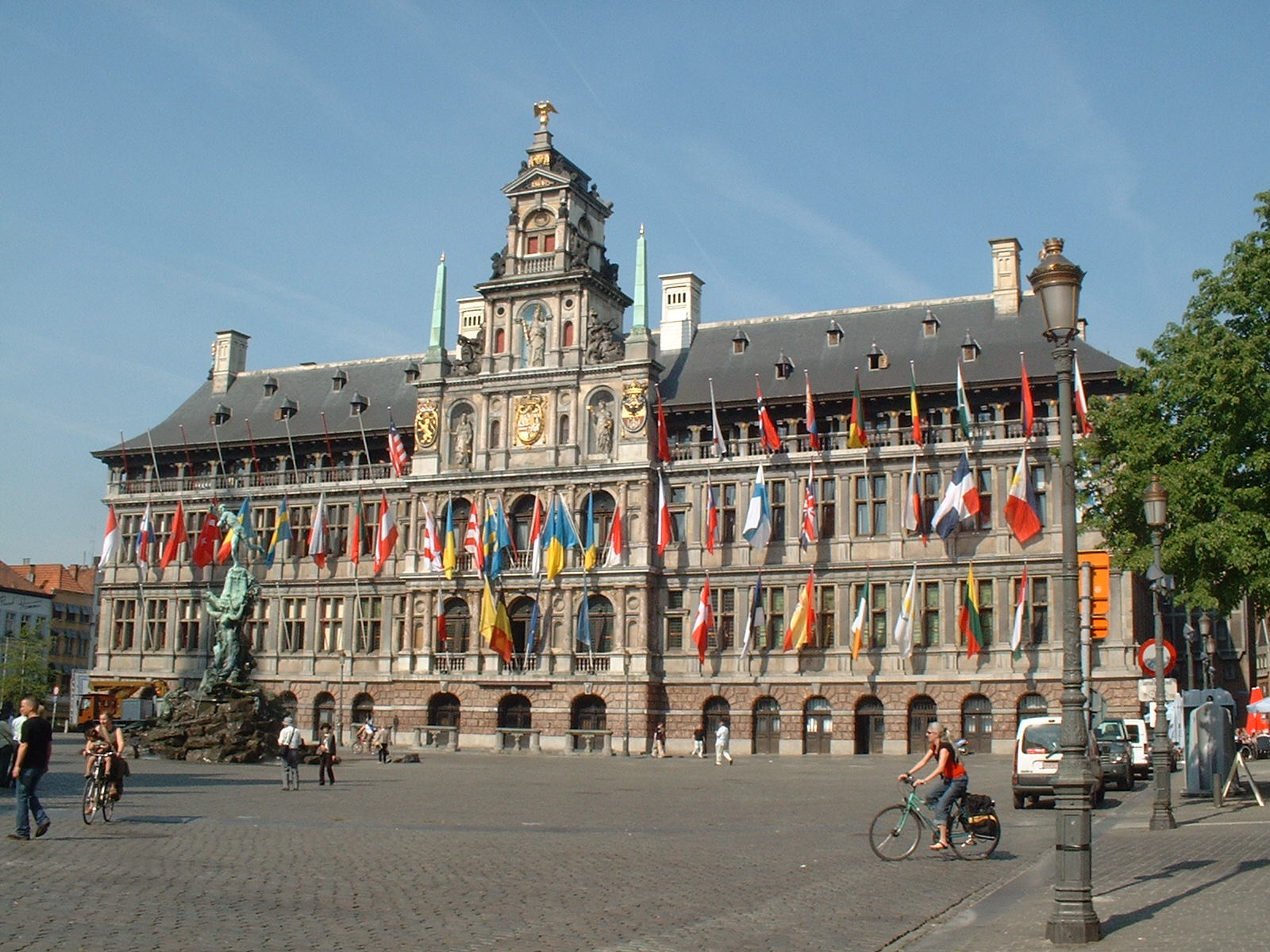
Niederländische Renaissance in Antwerpen: das Rathaus (fertiggestellt um 1564)

Renaissance (IPA: [ʁənɛˈsɑ̃ːs], anhörenⓘ; das französische Wort für „Wiedergeburt“) bezeichnet eine sich über drei Jahrhunderte erstreckende europäische Kulturepoche in der Zeit des Übergangs vom Mittelalter zur Neuzeit. Kennzeichnend war die Wiederbelebung der kulturellen Leistungen der griechischen und römischen Antike, die zu Maßstäben für daran anknüpfende Renaissance-Werke von Gelehrten und Künstlern wurden. Bahnbrechende neue Perspektiven ergaben sich gegenüber dem Mittelalter insbesondere für das Menschenbild, für die Literatur, die Bildhauerei, die Malerei und die Architektur. Die Epochenbezeichnung selbst gibt es erst seit dem 19. Jahrhundert.
Als Kernzeitraum der Renaissance wird in der Kunstgeschichte das 15. (Quattrocento) und 16. Jahrhundert (Cinquecento) angesehen. Die zeitliche Ausgedehntheit der Renaissance-Ära, die von den rivalisierenden norditalienischen Stadtrepubliken auf dem Gebiet des Heiligen Römischen Reiches (Reichsitalien) ausging, erklärt sich nicht zuletzt aus der zeitverschobenen Ausbreitung – mit jeweils unterschiedlichen Ausprägungen – in den Ländern nördlich der Alpen. Der – von Ostasien abgesehen – dort zuerst entstandene Buchdruck mit beweglichen Lettern gilt als bedeutendste Errungenschaft in der Technik in der Renaissance. Dabei wird der Epochenbegriff der Renaissance im protestantischen Norden Europas von dem der Reformation überlagert. Die Spätrenaissance wird auch als Manierismus bezeichnet und wurde Anfang des 17. Jahrhunderts in Italien durch den Barock abgelöst.
Zu Wegbereitern der Renaissance wurden humanistische Gelehrte, welche die Erschließung antiker Schriften, Literatur und sonstiger Quellen für ihre Gegenwart betrieben, weil sie darin orientierende Leitbilder sahen, an die es anzuknüpfen galt. Daraus entstand ein humanistisches Bildungsprogramm, das zur optimalen Entfaltung auf eine Verbindung von Wissen und tugendhafter Betätigung setzte oder auf ein der Erforschung und Erkenntnis gewidmetes kontemplatives Dasein – je nach individuellen Möglichkeiten und gesellschaftspolitischer Konstellation. Charakteristisch für das Menschenbild in der Renaissance wurde die Vielfalt der individuellen Entwicklungsmöglichkeiten. Im Zentrum der humanistischen Reflexionen stand der Mensch mit seiner Sprache und Geschichte.
Auf literarischem Gebiet erstreckt sich die Spannweite der Renaissance etwa von Dante Alighieris Göttlicher Komödie bis zu William Shakespeares Werken. Als herausragende Bildhauer bekannt sind beispielsweise Donatello, Michelangelo und Tilman Riemenschneider. Neu entwickeltes Gestaltungsmittel in der Malerei war die Verwendung der Zentralperspektive. Zu den bedeutendsten Malern der Renaissance gehören Botticelli, Leonardo da Vinci, Raffael, Tizian und Albrecht Dürer. Große Namen in der Renaissance-Architektur sind insbesondere Filippo Brunelleschi, Leon Battista Alberti und Andrea Palladio. Als politischer Theoretiker von überzeitlicher Bedeutung ragt Niccolò Machiavelli heraus, als weithin kommunizierender zeitkritischer Denker Erasmus von Rotterdam. In der Musik verbindet man die Epoche vor allem mit verstärkter Mehrstimmigkeit und neuer Harmonie etwa bei Orlando di Lasso.

## Begrifflich-zeitliche Einordnung

Raffael: Selbstporträt mit einem Freund

Als Epochenbezeichnung im Sinne geschichtlicher Periodisierung hat sich die Renaissance erst seit Mitte des 19. Jahrhunderts etabliert. Wesentlich dazu beigetragen haben Jules Michelet, der dem 1855 erschienenen siebten Band seiner Histoire de France den Titel Renaissance gab und damit der Erste war, der die Renaissance, die er als Geburtsstunde des modernen Denkens ansah, als eigene Epoche darstellte, sowie Jacob Burckhardt, der 1860 sein Werk Die Kultur der Renaissance in Italien herausbrachte. Dabei bezog sich Burckhardt in seiner Darstellung hauptsächlich auf das 14. und 15. Jahrhundert, während Michelet den Schwerpunkt im 16. Jahrhundert setzte: beim Zusammenprall der italienischen mit der französischen Kultur im Zuge kriegerischer Verwicklungen. August Buck schlug zur Begrenzung des Epochenbegriffs Renaissance die Zeit zwischen Petrarcas Geburt (1304) und Torquato Tassos Tod (1595) vor. Das Adjektiv zum Substantiv Renaissance lautet renaissancistisch.
Die Renaissance-Humanisten bezogen das Paradigma der Wiedergeburt auf diverse Anwendungsfelder wie die Kunst der Beredsamkeit, die Breite des literarischen Schaffens und auch auf die Geschichtsschreibung samt den enthaltenen politiktheoretischen Ansätzen. Geschichte wurde zunehmend, wenn auch nicht gänzlich, von kosmologischen Zyklen oder einer theologischen Heilsgeschichte losgelöst und dem Menschen zugewiesen – „auf den Selbstvollzug des Humanen konzentriert“.
Die Vorstellung, in einer vom Mittelalter unterschiedenen, neuen Zeit zu leben, hatte sich unter Humanisten, Literaten und Künstlern in Italien allerdings bereits seit dem 14. Jahrhundert verbreitet. Als Rinascimento begrifflich fixiert wurde sie 1550 von dem italienischen Künstler und Künstlerbiographen Giorgio Vasari, der damit die Überwindung mittelalterlicher Kunst durch einen Rückgriff auf antike Vorbilder meinte. Vasari unterschied drei Zeitalter der Kunstentwicklung:
1. das glanzvolle Zeitalter der griechisch-römischen Antike,
2. ein Zwischenzeitalter des Verfalls, das etwa mit der Epoche des Mittelalters gleichgesetzt werden kann,
3. das Zeitalter des Wiederauflebens der Künste und der Wiedergeburt des antiken Geistes im Mittelalter seit etwa 1250.

Nach Vasari hatten bereits die italienischen Bildhauer, Architekten und Maler der zweiten Hälfte des 13. Jahrhunderts, darunter Arnolfo di Cambio, Niccolò Pisano, Cimabue oder Giotto, „in dunkelsten Zeiten den Meistern, die nach ihnen kamen, den Weg gewiesen, der zur Vollkommenheit führt“.
Im üblichen heutigen Sprachgebrauch markiert die Renaissance für sich genommen die Epoche am Übergang zur Neuzeit. Doch spricht man auch in bestimmten anderen Zusammenhängen von einer Renaissance, wenn alte Werte, Ideen oder Handlungsmuster wieder hervortreten. Als Karolingische Renaissance beispielsweise bezeichnet man die Formen der Rückbesinnung auf die Antike, die unter Karl dem Großen um 800 einsetzten. Wenn in der jüngeren Vergangenheit wiederum regionale Kulturen sich verstärkt für ihre Eigenarten (und Sprachen) interessieren, greift man auch mitunter auf den Renaissance-Begriff zurück, wie etwa im Fall der irischen Renaissance. 

## Entstehungsaspekte
In ihrem Ursprung war die Renaissance eine kulturelle Bewegung zur Wiedergewinnung von Zeugnissen der Antike für die eigene Daseinsorientierung. Begünstigt wurde diese Bewegung von gesellschaftspolitischen Konstellationen speziell in der Nordhälfte Italiens und von krisenhaften Zeitumständen, die einer geistigen Neuorientierung Vorschub leisteten.

### Sammlung und Ordnung des antiken Nachlasses

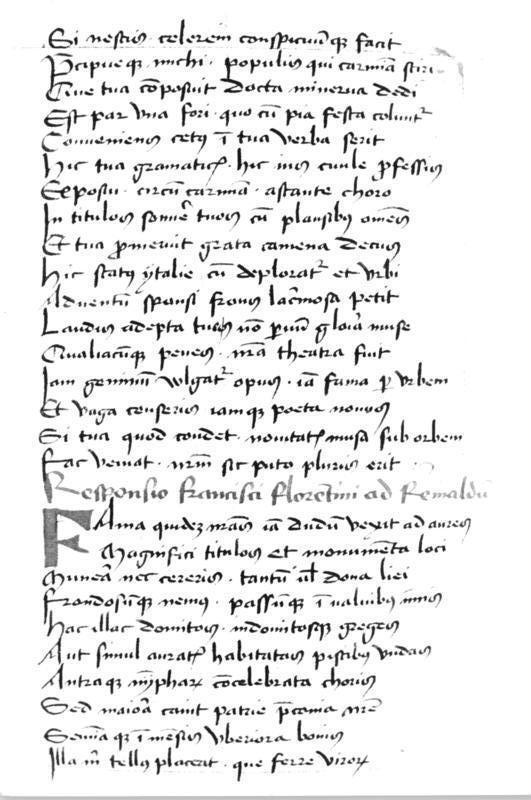
Originalmanuskript eines 1985 in Erfurt entdeckten Gedichts Petrarcas

Als wesentliche Ausgangspunkte der Renaissancekultur lassen sich eine intensive Suche nach Handschriften, Bauten, Inschriften und Skulpturen der klassischen griechisch-römischen Welt wie auch ein gründliches Studium der lateinischen, griechischen und zudem der hebräischen Sprache festhalten. Als „unvergleichlichen Sucher nach den Büchern der Väter“ beschreibt Eugenio Garin den Dichter Francesco Petrarca. Dessen Ziel sei es gewesen, die Kenntnis des Griechischen zu fördern und „die seit Jahrhunderten stummen Schriftsteller, wie Homer und Platon, wieder zur Sprache zu bringen.“ Mehrfach bereiste Petrarca Deutschland und Frankreich, um antike Texte in den vormals abgeschotteten Klosterbibliotheken aufzuspüren und für eigene Werke fruchtbar zu machen. „In der Wissensordnung, an deren Durchsetzung er wesentlich beteiligt war, sind Authentizität, Originalität und Sensibilität nicht nur zu Maßstäben guter Literatur, sondern auch der Philosophie geworden. In diesem Sinne ist Petrarca sowohl der erste moderne Dichter als auch der erste moderne Intellektuelle.“
Die bedeutenden Humanisten des 14. und 15. Jahrhunderts wie Coluccio Salutati und Leonardo Bruni nahmen sich Petrarca als Wiederentdecker antiker Überlieferungen zum Vorbild für eigene diesbezügliche Sammlungs- und Ordnungsaktivitäten, so beispielsweise in der Handschriftenforschung von Poggio Bracciolini oder in Niccolò Niccolis Bemühen, Bibliotheken und Museen zusammenzubringen. Daraus entwickelten sich die großen florentinischen Büchersammlungen von San Marco und der Medici.
Die durch Abschriften in Umlauf kommenden Bücher wurden diskutiert, ihre Lehren aufgenommen und befolgt; sie wurden in Bibliotheken aufgestellt und begründeten neue Denkschulen. „Die studia humanitatis verwandeln die Grammatikschulen in Schulen wirklicher humaner Bildung. Die freien Künste werden wahrhaft befreiende Künste, und das nicht im Sinne einer rein geistigen, sondern einer bürgerlichen, integral humanen Freiheit.“

### Gesellschaftspolitische Konstellationen
Der Prozess der Herausbildung autonomer Stadtherrschaften in Norditalien kam im 13. Jahrhundert in Gang, als die Herrschaft des staufischen Kaisertums zerfiel und ein Machtvakuum hinterließ. In den städtischen Zentren verbanden sich wirtschaftlich Einflussreiche mit wehrhaften Adligen zu einem Patriziat, das über teils beträchtliche Territorien herrschte. Aus heftigen Fehden der rivalisierenden Städte gingen fünf als machtvolle Pentarchie hervor, nämlich Venedig, Florenz, Mailand, Neapel und Rom. Sie gelangten nach dem Frieden von Lodi in ein Gleichgewicht und lösten ihre Konflikte in der Folge mit diplomatischen Mitteln.

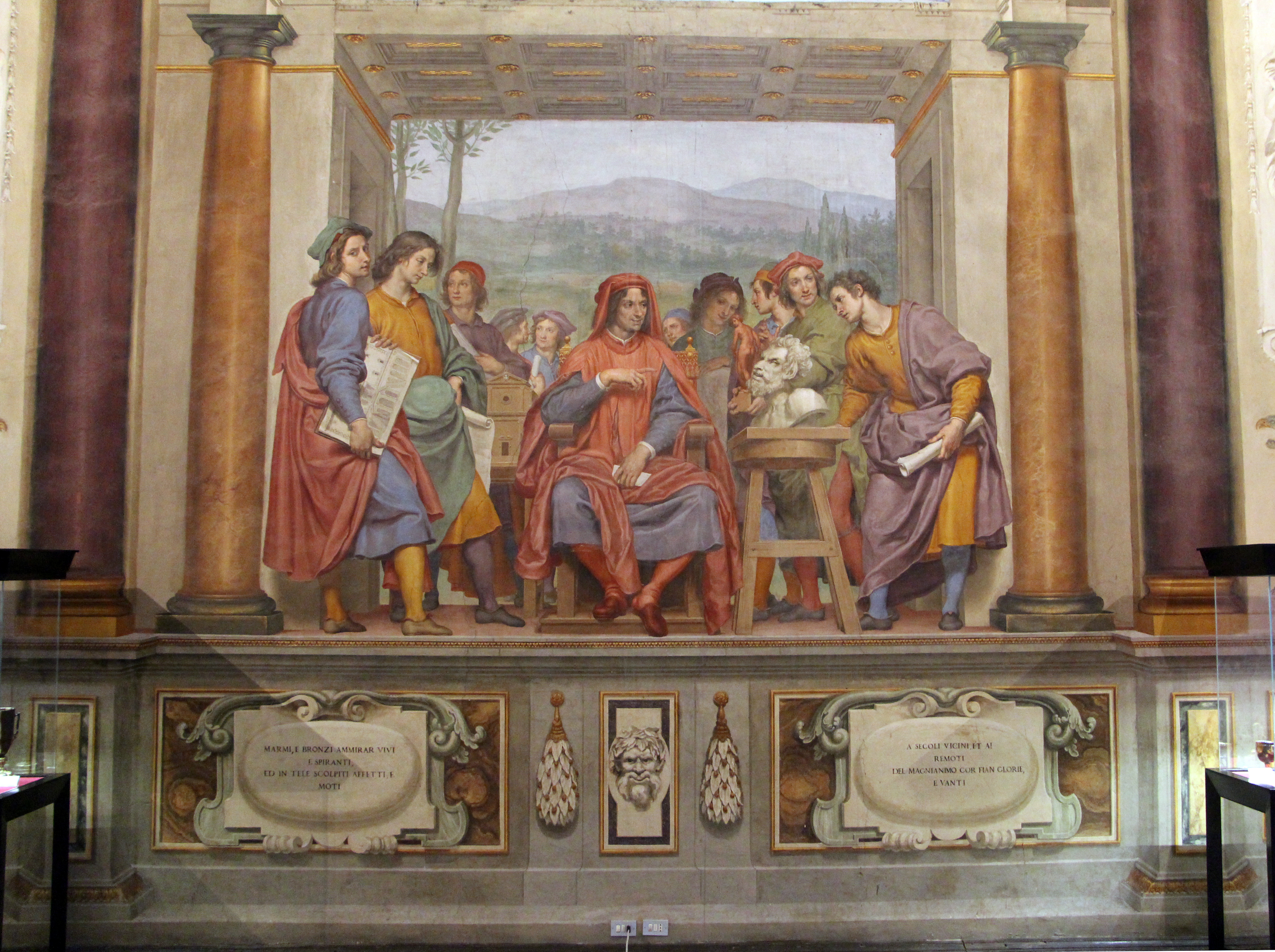
Lorenzo il Magnifico mit den Künstlern Verrocchio, Bertoldo di Giovanni, Luca Fancelli, Michelozzo di Bartolomeo, Leon Battista Alberti (von links) und Michelangelo (rechts). Fresko von Ottavio Vannini, 1638–42

Für militärische Unternehmungen aller Art engagierten die teils durch Handel und Bankenwesen wohlhabend gewordenen einzelnen Stadtherrschaften gegen vertraglich vereinbarte Geldleistungen Truppen unter Führung eines Condottiere. Wachsender Geldbedarf für die Führung von Kriegen oder für die Sicherung gegen äußere Bedrohung hatte wiederum erhöhten Steuerdruck der Stadtoberen auf die jeweilige Bevölkerung zur Folge, um – häufig in Verbindung mit Bankkrediten – die nötigen Mittel für die Militärausgaben zur Verfügung zu haben. Nicht allen Condottieri genügte ihre Machtstellung als Heerführer; bekanntestes Beispiel ist Francesco I. Sforza, dem es gelang, die Herrschaft in Mailand für sich zu erlangen und sie seinen Söhnen Galeazzo und Ludovico als Herzogtum zu hinterlassen. Letzterer holte eine Reihe bedeutender humanistischer Gelehrter und Künstler nach Mailand, darunter 1479 den Architekten Donato Bramante sowie von 1482 bis 1499 Leonardo da Vinci. Der Mailänder Dom erhielt durch Giovanni Antonio Amadeo mit der Kuppel über der Vierung während der Herrschaft Ludovico Sforzas seine endgültige Gestalt.
Die Kulturbewegung der Renaissance stützte sich auf unterschiedliche soziale Gruppen, wobei die frühe Beteiligung der Kaufleute, die sich als fördernde Mäzene von Kunst und Bildung finanziell engagierten, von entscheidender Bedeutung war. So kam es zeitweilig „zu einer kultur- wie sozialgeschichtlich seltenen, wenn nicht in dieser Form einmaligen Verbindung von Geld und Geist“. Auch Frauen – allerdings nur wenige und in herausgehobener gesellschaftlicher Stellung – hatten Anteil an den Entwicklungen: Im Quattrocento wurde es möglich, dass Söhne und Töchter eines Fürstenhauses gemeinsam erzogen wurden und zu geistig-künstlerischer Entfaltung gelangten. Bekannte Renaissance-Lyrikerinnen waren Gaspara Stampa und Vittoria Colonna. In der Förderung der Künste und des Wissens engagierten sich beispielsweise Beatrix von Aragón, ihre Schwester Eleonora, Bianca Maria Sforza und Caterina de’ Medici.
Von herausragender Bedeutung in der italienischen Renaissance sind Florenz und die Familie der Medici, die mit ihren Kaufleuten und Bankiers in Herrscherrollen die größten Künstler und Gelehrten ihrer Zeit gefördert und mit Aufträgen versorgt haben. Giovanni di Bicci de’ Medici baute die Bank der Medici zu einem Institut von europäischem Rang aus und hinterließ seinen Söhnen Lorenzo und Cosimo außer beträchtlichem Vermögen ein Klientelnetz und das Beispiel kulturellen Mäzenatentums. Daraus entwickelte Cosimo ein System informeller Herrschaft über Florenz, das auch einer vorübergehenden Verbannung seiner selbst 1433 standhielt. Die Vernichtung seiner Feinde, hieß es, habe er mit seiner Kontrolle über die Steuerschätzung betrieben, statt mit dem Dolch. Mit Eigenmitteln investierte er in öffentliche Bauvorhaben wie San Lorenzo oder San Marco und versorgte dadurch nicht nur Architekten und Künstler, sondern auch untere Schichten der Stadtbevölkerung mit Arbeit.

### Pestepidemie
Die Begleiterscheinungen der verheerenden Pestepidemie, der in Europa zwischen 1347 und 1352 etwa ein Drittel der Bevölkerung zum Opfer fiel und die 1348 auch Florenz schwer heimsuchte, werden eingangs von Giovanni Boccaccios Decamerone plastisch geschildert: „Sie steckte nicht nur den an, der mit dem Kranken sprach oder in seine Nähe kam, sondern auch jeden, der seine Kleider oder Sachen berührte. […] Väter und Mütter vermieden es, ihre Kinder zu pflegen, als ob es Fremde gewesen wären.“ Auch Ärzte und Priester sahen sich mit ihren Aufgaben überfordert und verweigerten den Dienst. Neben steigender Kriminalität kam es sowohl zu einem Aufschwung spiritueller Frömmigkeit als auch zu Judenverfolgungen, bei anderen wiederum zu verstärkter Diesseitszugewandtheit.
Die florentinische Pest habe „das symbolische Gewebe, in welches bis dahin das Leben der Christenmenschen eingesponnen war“, zerrissen, findet Peter Sloterdijk mit Berufung auf Boccaccio: „Der Golfstrom der religiösen Illusion, der bis dahin das Klima in unseren Breiten reguliert hatte, war zum Erliegen gekommen, und wer auch immer am Fortgang des Lebens in halbwegs erträglichen Formen ein Interesse empfand, mußte sich nach alternativen Inspirationsquellen für die Beflügelung des Lebenswillens umsehen.“ Darum gehe es bei den Novellen, die sich zehn junge Leute, sieben Frauen und drei Männer, auf dem Hügel über dem von der Pest gebeutelten Florenz erzählen. Boccaccios Decamerone artikuliert für Sloterdijk ein Menschenrecht auf Nachrichten, die besser sind als die Lage, „das Menschenrecht der Poesie für Geschöpfe, die der Regeneration bedürfen.“

## Menschen- und Weltbild
Die Wiederentdeckung der antiken Welt – und ihr Mythos in einem zeittypischen Kontext – wurden zur beherrschenden Wirkkraft in der Renaissance-Kultur. „Die Klassiker wurden die Lehrer und die Vorbilder einer Humanität, die zu ihren Lehren zurückkehrte und dort Mittel zur geistigen Befreiung, Auskünfte politischer Weisheit und Grundlagen und Methoden für eine realistische Betrachtung der Natur suchte.“ Eine auf humanistischen Studien beruhende Bildung nach klassischen Vorbildern wurde zum erzieherischen Leitbild in Europa, das Manieren und Verhalten auch von Herrschenden prägte. An der Wende zum 15. Jahrhundert wurde es zur Regel, dass etwa die Florentiner Führungsschichten ihre Söhne in antiker Literatur und Geschichte unterrichten ließen. Klassische Bildung, sehr oft in Verbindung mit Griechischkenntnissen, entwickelte sich so zum Statusmerkmal.

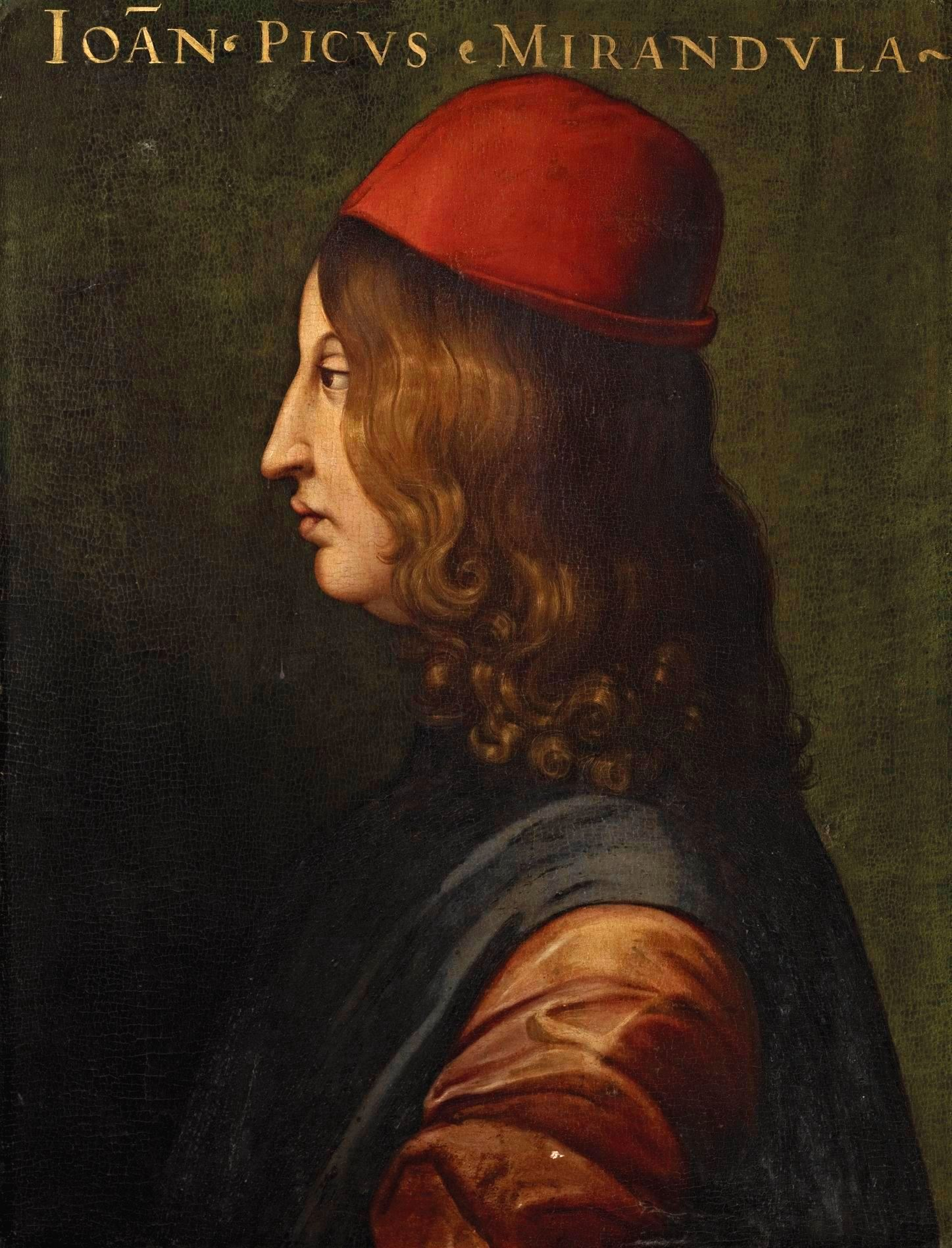
Giovanni Pico della Mirandola. Ölgemälde eines unbekannten Malers in den Uffizien

In den christlichen Lehren des Mittelalters kam dem einzelnen Menschen keine besondere Rolle zu. Anders in der Renaissance, welche die menschliche Persönlichkeit ins Zentrum der Betrachtung rückte, beispielhaft in Giovanni Pico della Mirandolas Traktat De hominis dignitate („Über die Würde des Menschen“). Als Ausdruck menschlicher Würde galt die Befähigung zu schöpferischer Arbeit, zu kreativer Tätigkeit, sei es in Bildender Kunst oder Architektur, in Dichtung oder Philosophie, im Handel oder in der Politik. „Das Monopol der Klöster auf die Tresore des tugendsamen, gottgefälligen Lebens wurde damit gebrochen. Kaufleute, Politiker, Heerführer, Künstler hatten sie jetzt ebenfalls in Besitz.“ Die vita activa wurde zunehmend deutlich gegen klösterliche Kontemplation und asketischen Müßiggang ausgespielt. „Mönchische Entsagung wurde immer häufiger als humane Minderform eingeschätzt, als Versagung des persönlichen Daseins und des natürlichen Rechtes darauf.“
Das Renaissance-Ideal des uomo universale, der als Individuum praktisches Können und theoretische Reflexion in vielfältiger Betätigung zu verbinden in der Lage ist und der durch schöpferische neue Ideen, Erfindungen und Werke das Leben erträglicher und angenehmer zu gestalten hilft, kann auch als Wendung gegen die Einschränkungen und Spezialisierungen verstanden werden, die im spätmittelalterlichen Zunftwesen der europäischen Städte festgeschrieben waren. Mit einer Beschreibung des Idealtypus eines Renaissancemenschen wartete Graf Baldassare Castiglione 1528 in Il Libro del Cortegiano auf. Während im Florenz der zweiten Hälfte des 15. Jahrhunderts ein nahezu unbegrenztes Zutrauen in die Selbstvervollkommnungsfähigkeiten des Menschen vorherrschte – was in die Forschungsliteratur teils als das Menschenbild der Renaissance eingegangen ist –, sah bereits Pico della Mirandola den Menschen als ein in seinen Möglichkeiten offen veranlagtes Wesen, das auch auf das Niveau der primitivsten Tiere herabsinken konnte. Macchiavelli wiederum verwarf Idealbilder zugunsten einer nüchternen Wirklichkeitsbetrachtung: „Zwischen dem Leben, wie es ist, und dem Leben, wie es sein sollte, ist ein so gewaltiger Unterschied, daß derjenige, der nur darauf sieht, was geschehen sollte, und nicht darauf, was in Wirklichkeit geschieht, seine Existenz viel eher ruiniert als erhält.“

Ansicht der Kathedrale von Florenz von Süden mit Giottos Campanile und Brunelleschis Kuppel

Auch für naturwissenschaftliches Denken und Forschen gingen von den humanistischen Studien und von dem veränderten Menschenbild Anregungen aus. Gelehrte, Künstler, Architekten und technisch versierte Handwerker tauschten sich aus und wirkten zusammen bei der erfahrungsgestützten Entwicklung neuer Theorien und Werke. Filippo Brunelleschi beispielsweise, Konstrukteur der Florentiner Domkuppel, war Architekt und Bildhauer, Hydraulikingenieur, Fachmann für Optik und für Proportionen. Er ließ sich in Mathematik und Geometrie von dem herausragenden Wissenschaftler Paolo Toscanelli unterweisen. Beide waren zudem unter anderen dem vielseitigen Humanisten und Mathematiker Leon Battista Alberti freundschaftlich verbunden.
Die von Nikolaus Kopernikus entwickelte Hypothese, die das heliozentrische Weltbild anstelle des geozentrischen auf den Weg brachte, hatte der nach eigenem Bekunden von antiken griechischen Vorläufern übernommen. Zu den von ihm Zitierten gehörten Heraklit, Ekphantos, Philolaos und Aristarchos von Samos. Johannes Keppler bot dann mit der Idee der Anziehung der Himmelskörper eine auf physikalischen Gesetzmäßigkeiten beruhende Erklärung an, die Galileo Galilei schließlich mittels verfeinerter Beobachtungsmöglichkeiten zu bestätigen vermochte. „Bei ihm ist das Gleichgewicht von Anwendung der Instrumente (das Fernrohr), Entdeckungen (die Satelliten des Jupiter und die Sonnenflecken) und bewußter Theoretisierung erreicht; wie ihm auch die Funktion der Mathematik für die physikalische Erkenntnis und das Verhältnis zwischen Erfahrung und Vernunft sehr klar ist.“

## Künste und Kulturleben

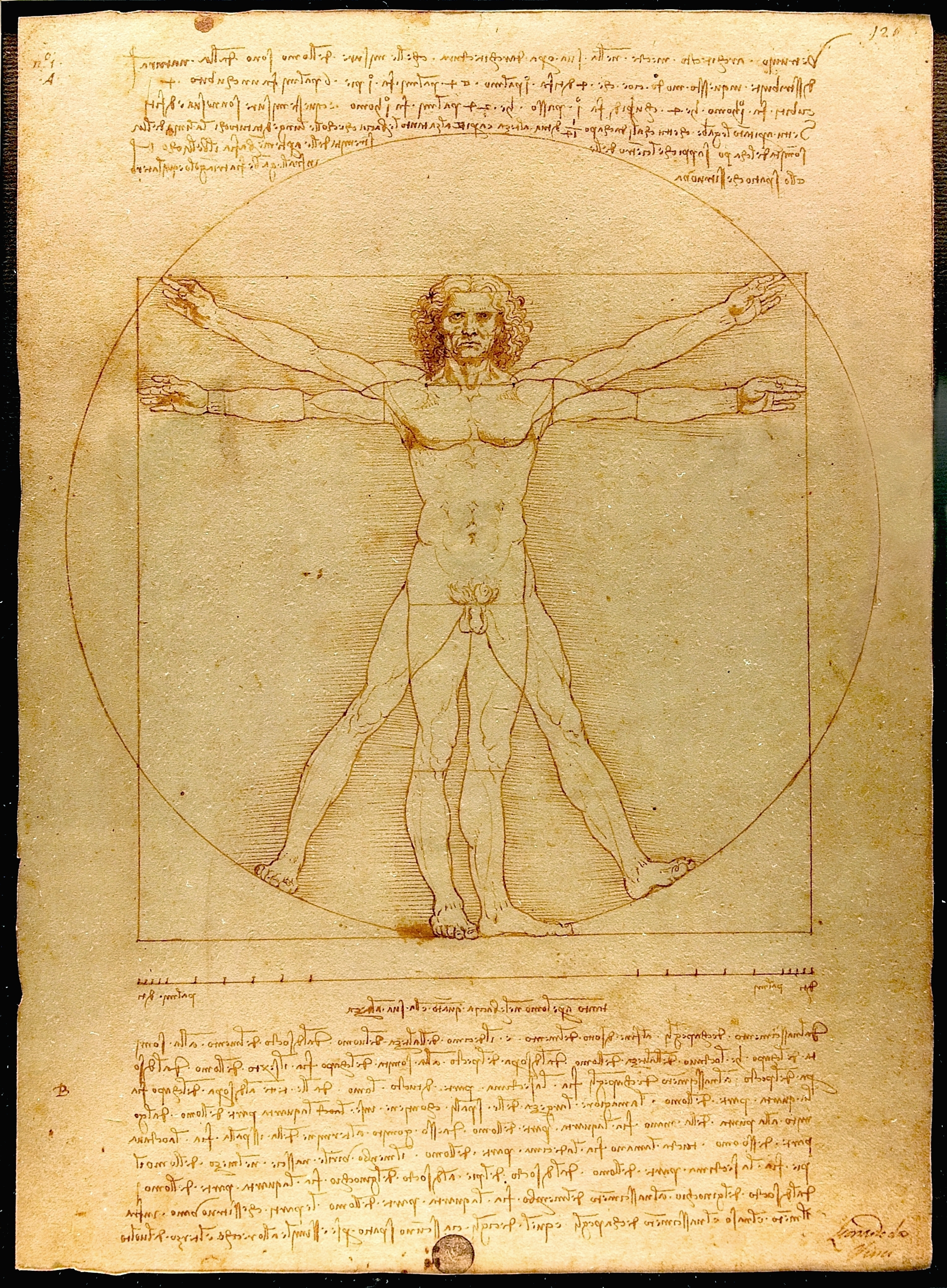
Der vitruvianische Mensch, Proportionsstudie nach Vitruv von Leonardo da Vinci (1492)

Ein Hauptcharakteristikum der Renaissance ist auch in der Kunst die „Wiedergeburt“ antiker Hinterlassenschaften. Sie manifestierte sich unter anderem in der Dichtung, in Baudenkmälern, Skulpturen und in der Malerei. Dies wird insbesondere an den neuen, als fortschrittlich empfundenen Prinzipien deutlich, in denen die mystisch-geistig orientierte Formensprache des Mittelalters von weltlicher, mathematisch-wissenschaftlicher Klarheit abgelöst wurde. Als beispielhaft für die neue Weltsicht kann die Proportionsstudie von Leonardo da Vinci betrachtet werden. In ihr wird der Mensch in seiner körperlichen Beschaffenheit in das Zentrum gesetzt und zum Maßstab für ein neues Ordnungssystem gemacht.
In der Renaissance-Kunst vollzog sich eine Abkehr von dem biblischen Gebot: „Du sollst Dir kein Bild machen.“ Vordem waren die wirkliche und mehr noch die biblische Welt nur in symbolischen Formen und Gestaltungen zum Ausdruck gekommen, auch bei der Darstellung menschlicher Körper und Gesichter. Mit der Renaissance jedoch wendete man sich den „Wirklichkeiten“ zu. „Gerade auch profane, alltägliche Begebenheiten, Menschen in ihrem natürlichen Tun und Sein, ebenso politische Ereignisse, ja, selbst die Natur, wie sie ‚wirklich‘ ist, konnte nun Gegenstand der Abbildung werden.“ Landschaft wurde seit dem 14. Jahrhundert von Giotto, Ambrogio Lorenzetti und Simone Martini schrittweise als Thema und als Bezugsgegenstand menschlichen Verhaltens zur Wirklichkeit (wieder-)entdeckt. Zudem wurde menschliche Individualität, die Einzigartigkeit von Personen in unterschiedlichen gesellschaftlichen Handlungsfeldern, zum Studienobjekt in Skulptur, Malerei, Literatur und Geschichtsschreibung. „Das Interesse wendet sich energisch dem einzelnen zu, auch wenn dieser in der Regel in seiner Bedeutung für ein Allgemeines, wie das politische Gemeinwesen, die Blüte der Künste, den Fortschritt der Gelehrsamkeit und derlei mehr gezeigt wird.“
Die Renaissance brachte den Künstlern, die bis dahin wie gewöhnliche Handwerker als Lehrlinge zu einem Meister hatten gehen müssen, um dort viele Jahre der Ausbildung zu absolvieren, einen erheblichen Ansehensgewinn. Die Künstler-Emanzipation von den Bindungen des Handwerks geschah teils durch Kombination mehrerer Wirkungsbereiche, etwa Architektur, Malerei und Skulptur, teils durch den Erwerb humanistischer Bildung, welche die Künstler zu Gleichrangigen mit Gelehrten und vermögenden Gebildeten machen konnten. Mäzene wie die Medici in Florenz, die Farnese in Rom oder die Este in Ferrara machten die von ihnen favorisierten Künstler unabhängig von der Präsentation ihrer Werke auf Märkten und verschafften diesen Freiräume für die Entfaltung ihrer kreativen Fähigkeiten. Waren vom 4. bis noch ins 17. Jahrhundert Kirchen die Auftraggeber für die europäische Kunst, so wurden im Italien der Renaissance die meisten Bilder bereits von Laien bestellt. Einige Künstler erhielten regelmäßige Aufträge, manche sogar eine feste Anstellung: Mantegna war Hofmaler in Mantua, Leonardo da Vinci in Mailand.
Die kapitalstarken Zentren der italienischen Renaissance förderten durch ihre wechselseitige Konkurrenz den Höhenflug von Künsten und Künstlern. Die in Handel und Handwerk gewonnenen Geldmittel finanzierten monumentale Bauten. An den Wänden von Kirchenbauten ergaben sich Flächen für Fresken, an Portalen und Fassaden Orte und Räume für Skulpturen und Figurenschmuck. „Der Goldschmied und Bildhauer Andrea Pisano schuf zwischen 1330 und 1336 Bronzereliefs für das Südportal des Florentiner Baptisteriums, die Szenen aus dem Leben des Stadtpatrons, Johannes des Täufers, zeigen. Schon läßt die Art, wie die Gewänder der Figuren gestaltet sind, ein wenig Antike spüren. Ein neues Athen begann sich zu formen.“
Handwerk, Kunst und Wissenschaft kamen in der Renaissance zu enger Symbiose und Verflechtung mit mannigfachen Überschneidungen zwischen handwerklichen Künstlern und Gelehrten – teilweise in Personalunion wie bei Lorenzo Ghiberti und Leon Battista Alberti. Um herausragende Persönlichkeiten wie Paolo dal Pozzo Toscanelli entstand jene intellektuelle Szene, die „eine allem Antiken, auch der heidnischen Philosophie gegenüber aufgeschlossene Atmosphäre entstehen ließ.“
Die Reflexionen zur zeitlichen Untergliederung der Renaissance als Kunstepoche beginnen bei einer im Mittelalter des 11. und 12. Jahrhunderts angesetzten Protorenaissance. Daran schließt sich im Trecento und Quattrocento die Frührenaissance an. Mit der Hochrenaissance am Ende des 15. und am Anfang des 16. Jahrhunderts werden unter anderem die Werke Leonardo da Vincis, Raffaels und Michelangelos verbunden. Letzterer steht auch für Anfänge einer manieristischen Phase, die wiederum in den Barock übergeht.

### Malerei

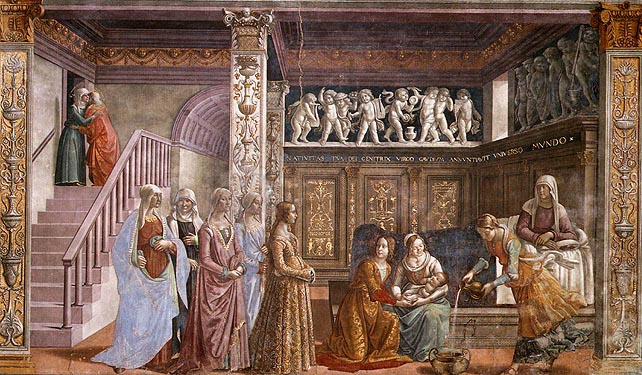
Ghirlandaio: Die Geburt Mariä

Die vor dem Hintergrund der streng religiös gebundenen mittelalterlichen Kunst oft herausgestellte Weltlichkeit der Renaissance-Malerei ist nicht vorrangig an der Themenwahl festzumachen; denn diese bewegte sich mehrheitlich weiterhin im Spektrum biblischer Sujets. Charakteristisch wurde aber das Bestreben, erlebte Wirklichkeit und natürliche Verhältnisse einzubeziehen und abzubilden. Alltägliche Begebenheiten, Menschen in ihrem natürlichen Tun und Sein, auch politische Ereignisse kamen nun als Abbildungsgegenstände vermehrt zur Geltung. In dem von Cennino Cennini um 1400 verfassten Lehrbuch über die Malerei (Libro dell'arte o trattato della pittura) hieß es bereits: „Die vollkommenste Führerin, die man haben kann, und das beste Steuer ist die Natur; sie ist die Triumphpforte, nach der Natur zu malen.“
Kein anderer, so Barbara Deimling, habe im Quattrocento „das zeitgenössische Leben so anschaulich und lebensnah eingefangen wie Domenico Ghirlandaio“ (1449–1494), der die biblischen Szenen in die Straßen und auf die Plätze von Florenz versetzte, wobei er namhafte Persönlichkeiten der Stadt an den Geschehnissen teilnehmen ließ. Die neuen Ziele der Renaissance-Malerei, Naturnähe und Wirklichkeitsdarstellung, bedurften neuer Mittel. So erforderte der Blick in einen gemalten Raum oder in eine Landschaft Raumtiefe; Dinge im Bildvordergrund waren in einen anderen Lichtzusammenhang zu setzen als solche im Hintergrund. Die Raumtiefe wurde mit den Mitteln der Zentralperspektive, also eines Fluchtliniensystems, geometrisch genau konstruiert. Hinzu kamen die Mittel der Luft- und Farbperspektive.

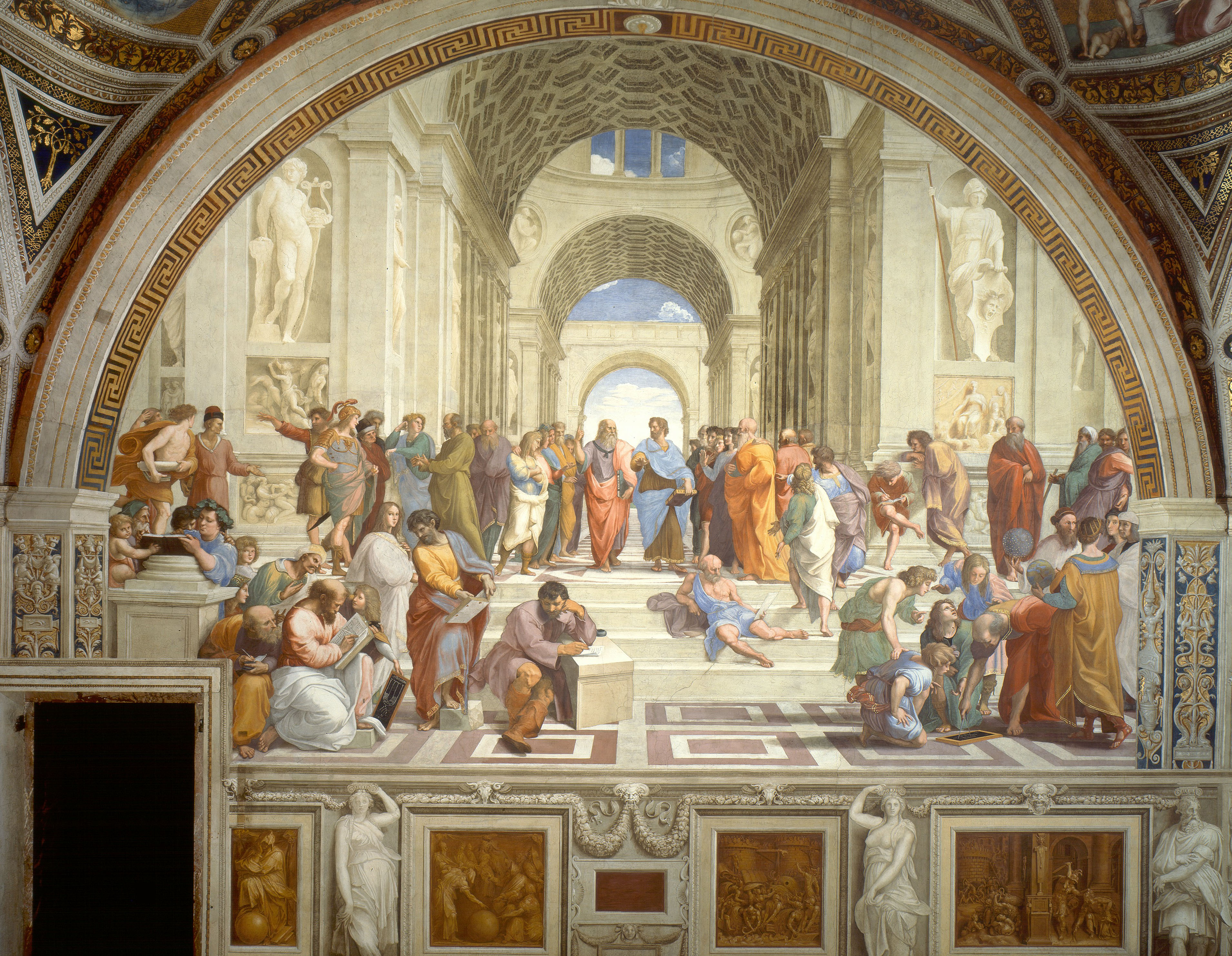
Raffael: Die Schule von Athen, 1509–1510, Stanza della Segnatura, Vatikanstaat

Neben die Kirche als wichtigsten Auftraggeber für Kunstwerke traten in der Renaissance zunehmend betuchte Laien und Vertreter von Korporationen wie Zünften und Bruderschaften. Das brachte eine Erweiterung des Themenspektrums der Malerei mit sich, zumal als Motive der Auftraggeber außer Frömmigkeit auch Prestige und Vergnügen zum Tragen kamen. Ausdruck des wachsenden Selbstbewusstseins der Menschen war die zur Mitte des 15. Jahrhunderts eintretende Wiederbelebung der Porträtmalerei, die seit dem Ende der Spätantike nahezu verschwunden war. Außer Fürsten, Adligen und hohen Klerikern waren daran auch Kaufleute, Bankiers, Gelehrte und Künstler interessiert.
Auch Themen und Mythen antiken Ursprungs wurden von Renaissance-Malern aufgegriffen, teils auch in Verbindung mit zeitgenössischen Porträtaspekten. Das zeigt zum Beispiel Raffaels Ausmalung päpstlicher Gemächer im Fall der Schule von Athen, die in der Bildmitte Platon und Aristoteles im Gespräch zeigt, wie sie in klassischer Manier durch eine Wandelhalle schreiten. Platons Fingerzeig weist nach oben, ins Reich der Ideen, Aristoteles hingegen deutet zur Erde als Ausgangspunkt aller Naturwissenschaften. Platon ist anscheinend als Porträt Leonardos angelegt; in Archimedes, der rechts über eine Schiefertafel gebückt steht, lässt sich Bramante wiedererkennen; ganz rechts außen am Pfeiler blickt Raffael selbst aus dem Bild.

#### Frührenaissance

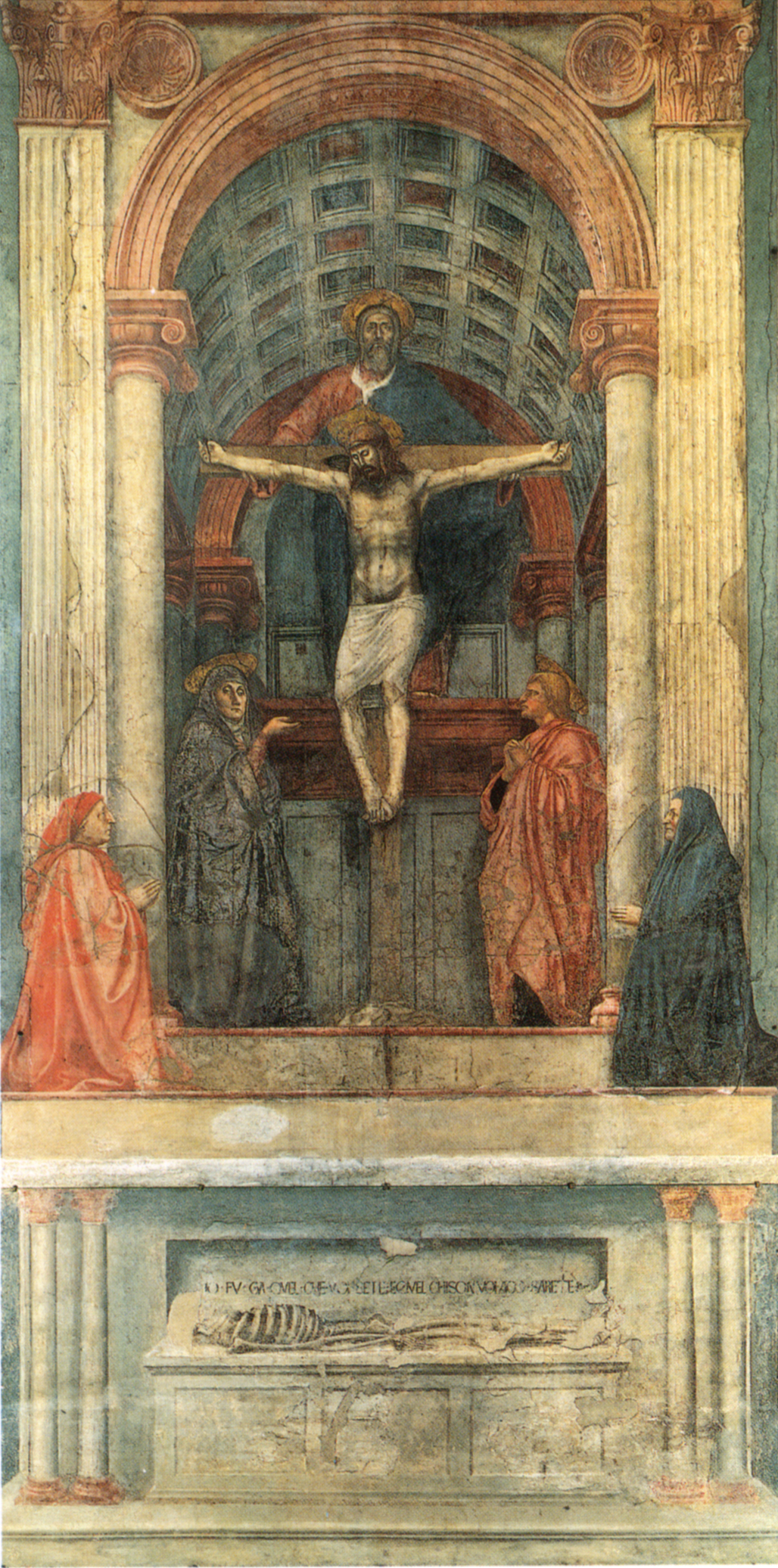
Masaccio: Die Heilige Dreifaltigkeit

Die Ablösung von mittelalterlichen Darstellungskonventionen lässt bereits Filippo Lippi erkennen, wenn er in seinen Madonnenbildern Maria und Jesus ohne Heiligenschein und in einem privaten Ambiente malte und damit „die Vorstellung von der Vergöttlichung des Menschlichen weiter vorantrieb.“ Fra Angelico wiederum gab dem Bestreben um naturgetreue Malweise Ausdruck, indem er beispielsweise in dem Fresko Der heilige Dominicus und der Gekreuzigte dem Dominikus mit Bartstoppeln auf dem Gesicht und Adern auf dem Handrücken einen realistischen Anstrich gab. In der Toskana mit Florenz als Zentrum lagen die Anfänge der für die Renaissance charakteristischen Bildkomposition und Maltechnik und fanden von dort aus weitere Verbreitung.
Zum markantesten Merkmal der Frührenaissance wurden die Entdeckung und Anwendung der Zentralperspektive, die es ermöglichte, auf der zweidimensionalen Malfläche die Illusion eines dreidimensionalen Raumes zu erzeugen. Nachdem Filippo Brunelleschi mit der Entdeckung der mathematischen Regeln zur Konstruktion der Perspektive eine wissenschaftliche Grundlage dafür bereitgestellt hatte, beschäftigten sich die nachfolgenden Künstlergenerationen in und um Florenz in ihrem Schaffen insbesondere damit intensiv.

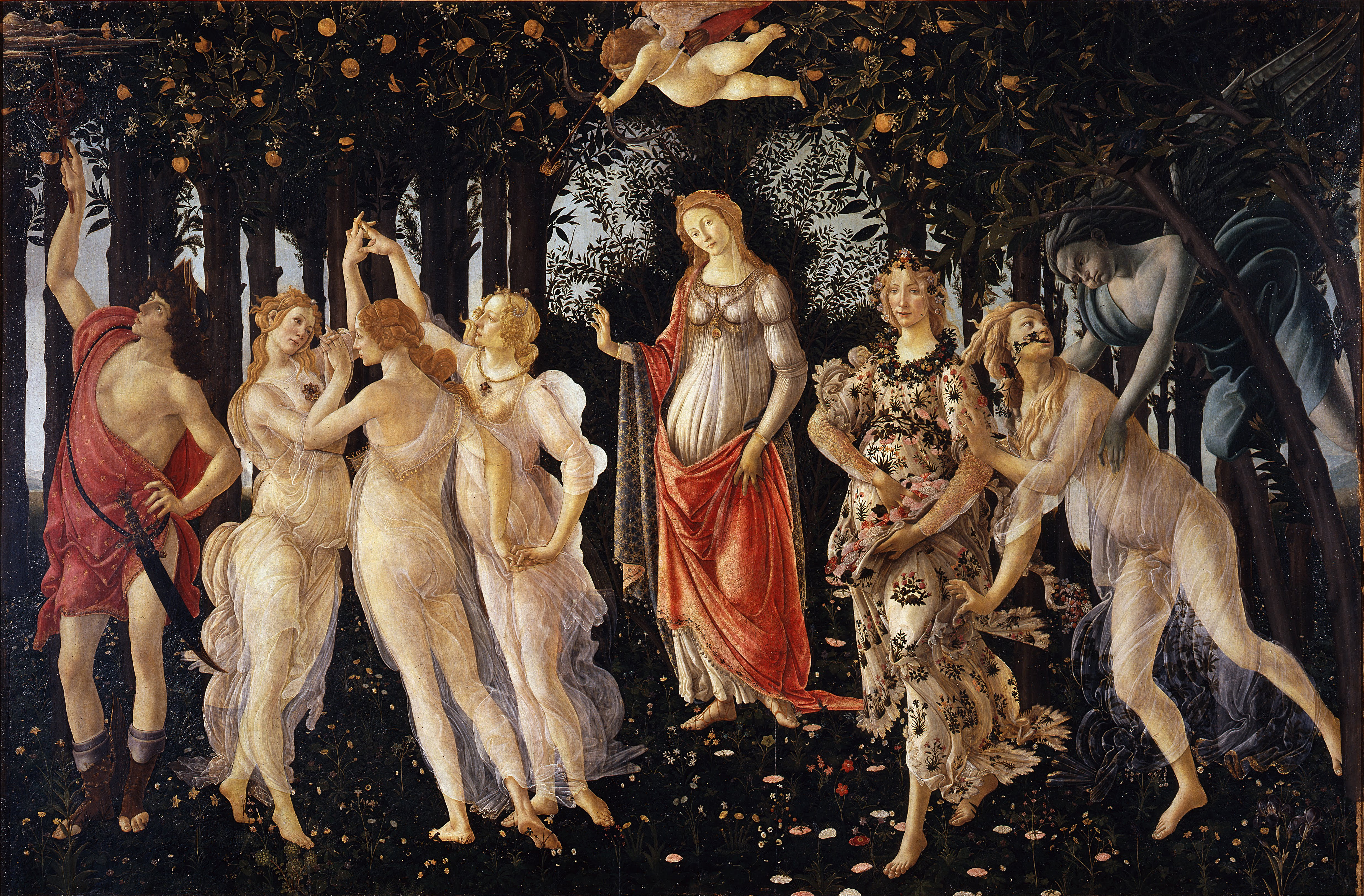
Sandro Botticelli: Der Frühling

Als ein „frühester Meilenstein in der Bewältigung der Perspektive“ erscheint dem Kunsthistoriker Alexander Rauch das von Masaccio geschaffene, über sechseinhalb Meter hohe Fresko Die Heilige Dreifaltigkeit in der Kirche Santa Maria Novella: „Es muss bei den damaligen Betrachtern nach Enthüllung des Freskos höchste Verwunderung ausgelöst haben, als sie die Stifterfiguren gleich groß wie die Heiligen sahen, und anstelle des zu erwartenden dekorativen Hintergrundes oder eines Goldgrundes für diese Kreuzgruppe einen in die Tiefe der Wand gehöhlten, scheinbaren Raum erblickten“.
Dabei entwickelte sich die italienische Renaissance-Malerei nicht isoliert, sondern in einem regen Austausch mit der flämisch-niederländischen Malerei eines Jan van Eyck, Rogier van der Weyden oder Hugo van der Goes. In ihrer Hinwendung zu klassischen Themen und Motiven der antiken Mythen setzten auch die italienischen Maler unterschiedliche Akzente: Während Andrea Mantegna dabei „Gestalten von großer Plastizität und Härte“ hervorbrachte, tendierte Sandro Botticelli andererseits „zu einer Spiritualisierung und mythischen Verrätselung der Welt“.

#### Hochrenaissance

Leonardo da Vinci: Bildnis der Ginevra de’ Benci

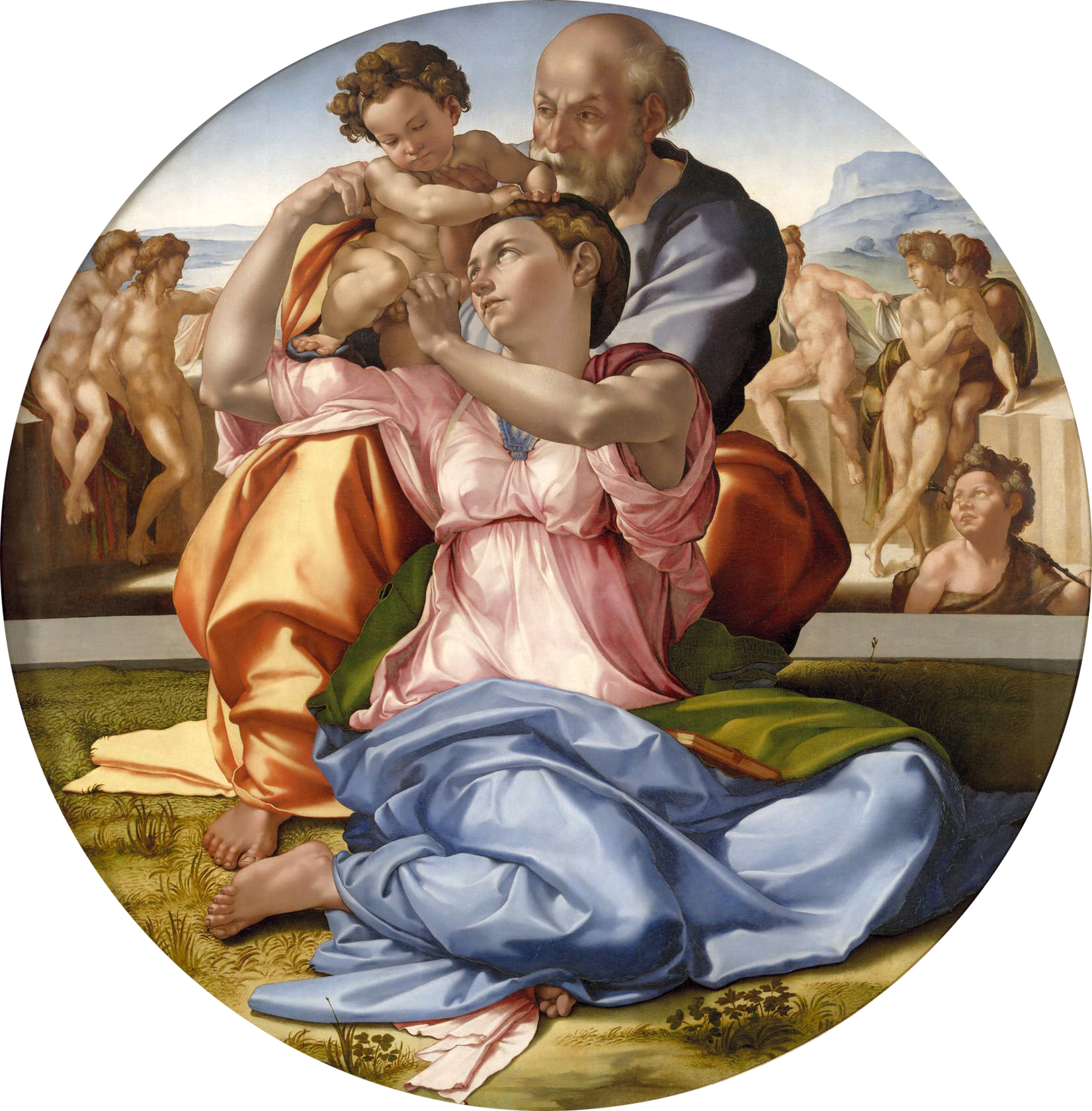
Michelangelo: Tondo Doni

Diese Epoche der italienischen Malerei wird mit wenigen Jahrzehnten um die Wende vom 15. zum 16. Jahrhundert von circa 1490 bis 1530 angesetzt und ist eng verknüpft mit den Namen Leonardo da Vinci, Michelangelo und Raffael. In der Stilsprache dieser Zeit trat an die Stelle der vorherigen filigranen Ornamentik eine großfigurige strengere Einfachheit. In der Farbgestaltung ersetzte die Hervorhebung weniger farblicher Hauptakzente die bis dahin vorherrschende Buntheit. Das abgebildete Geschehen sollte so nahe wie möglich an den Betrachter heranrücken. Der Bildrahmen sollte nicht mehr als Grenze zwischen zwei Welten wirken, sondern als gedanklich überschreitbare Schwelle. „Das Heilsgeschehen, früher dem Irdischen entrückt, lässt der Künstler nun im Hier und Jetzt stattfinden.“
Nachdem die Errungenschaften der Perspektive zum geläufigen Handwerkszeug geworden waren, ging es nun mehr um eine Perspektive der Luft und des Lichts, bemühte man sich im Hinblick auf die zu porträtierenden Personen und Figuren andererseits um eine tiefere Erfassung und Wiedergabe seelischer Zustände. In der Renaissance-Malerei, die sich von den Normen und Vorgaben der mittelalterlichen Darstellungsformen zunehmend emanzipierte, wurde den menschlichen Gestalten mit einem individuellen Erscheinungsbild auch eine innere Größe und Würde zuerkannt. „Der individuelle Ausdruck der gemalten Person wird unverzichtbar für die Natürlichkeit der Darstellung.“
Bedingt vor allem durch päpstliche Großaufträge ging Ende des 15. Jahrhunderts die führende Stellung bei der malerischen Entwicklung von Florenz allmählich auf Rom über. Mit langfristigen und lukrativen Verträgen ausgestattet, sorgten unter anderen Michelangelo mit der Ausgestaltung der Sixtinischen Kapelle und Raffael mit seinen Stanzen für bleibende Zeugnisse der Renaissancekunst.

#### Spätrenaissance

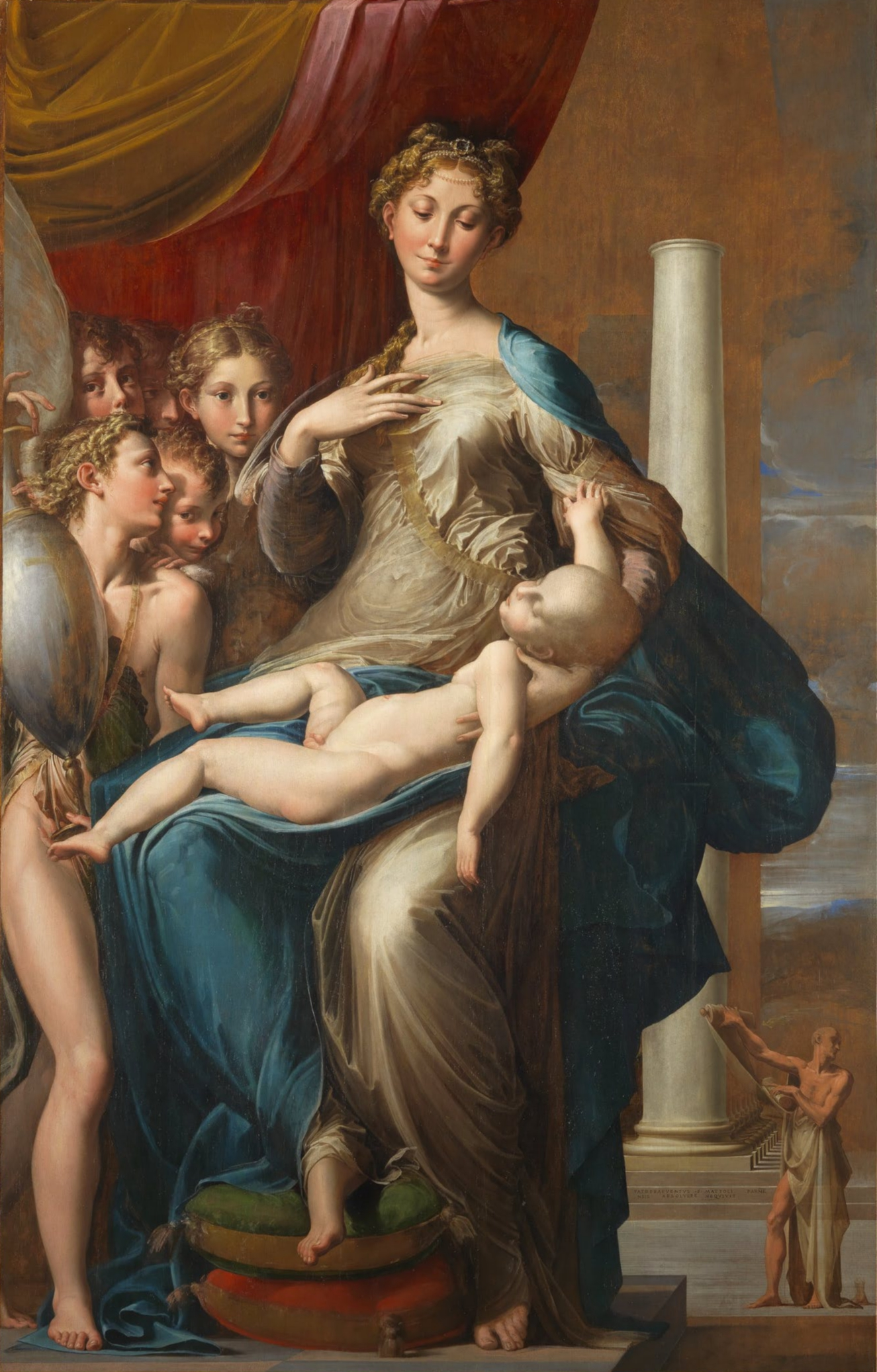
Parmigianino: Madonna mit dem langen Hals

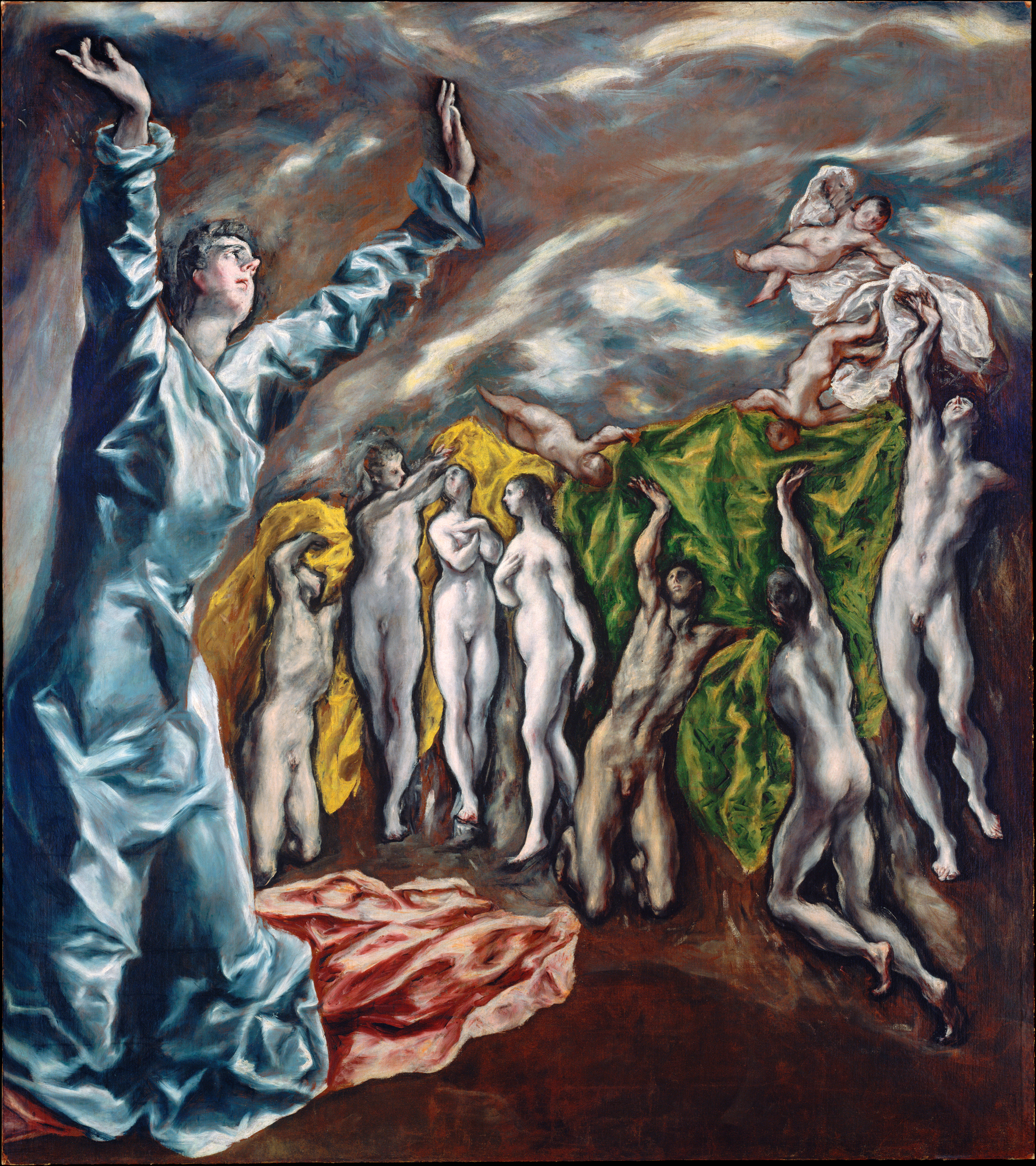
El Greco: Die Öffnung des fünften Siegels

Die noch in der ersten Hälfte des 16. Jahrhunderts speziell in Gestalt des Manierismus angesetzte Spätrenaissance steht in Verbindung mit den Werken italienischer Künstler wie Jacopo da Pontormo, Rosso Fiorentino, Agnolo Bronzino, Jacopo Tintoretto und Parmigianino. Giorgio Vasari, auf den die Stilbezeichnung Manierismus zurückgeht, bescheinigte den Repräsentanten dieser Künstlergeneration eine schlechte Nachahmung Michelangelos oder Leonardos. Sie hätten ohne eigene „Manier“ typische Bewegungen Michelangelos auf übertriebene Weise wiedergegeben.
Demgegenüber betont Alexander Rauch, dass die Meister der Hochrenaissance zwar nachgeahmt werden konnten, in ihren Ausdrucksmitteln und ihrer Wirkung aber nicht mehr zu überbieten gewesen seien. „Die Perspektive war bis in die letzten Raffinessen der Darstellung hinein bereits lernbar geworden, Leonardo zeigte, wie man durch das Sfumato, durch ein nebelhaftes Ungreifbarmachen, geradezu die gegenteilige Wirkung, nämlich Lebendigkeit, erzielen konnte, und über Raffaels klare Kompositionsprinzipien hinaus konnte man nicht mehr weitergehen.“ So sei den jüngeren Künstlern nur die Suche nach neuen, eigenen Wegen geblieben, die sie auf recht verschiedene Weise gefunden hätten. Herfried und Martina Münkler sehen den Manierismus wiederum gekennzeichnet „durch die Infragestellung der klassischen Regeln, die Steigerung einer komplizierten Körperhaltung zur verdrehten Figur und die Verdrängung überschaubarer Harmonie durch verwirrende Vielfalt“.

### Skulptur

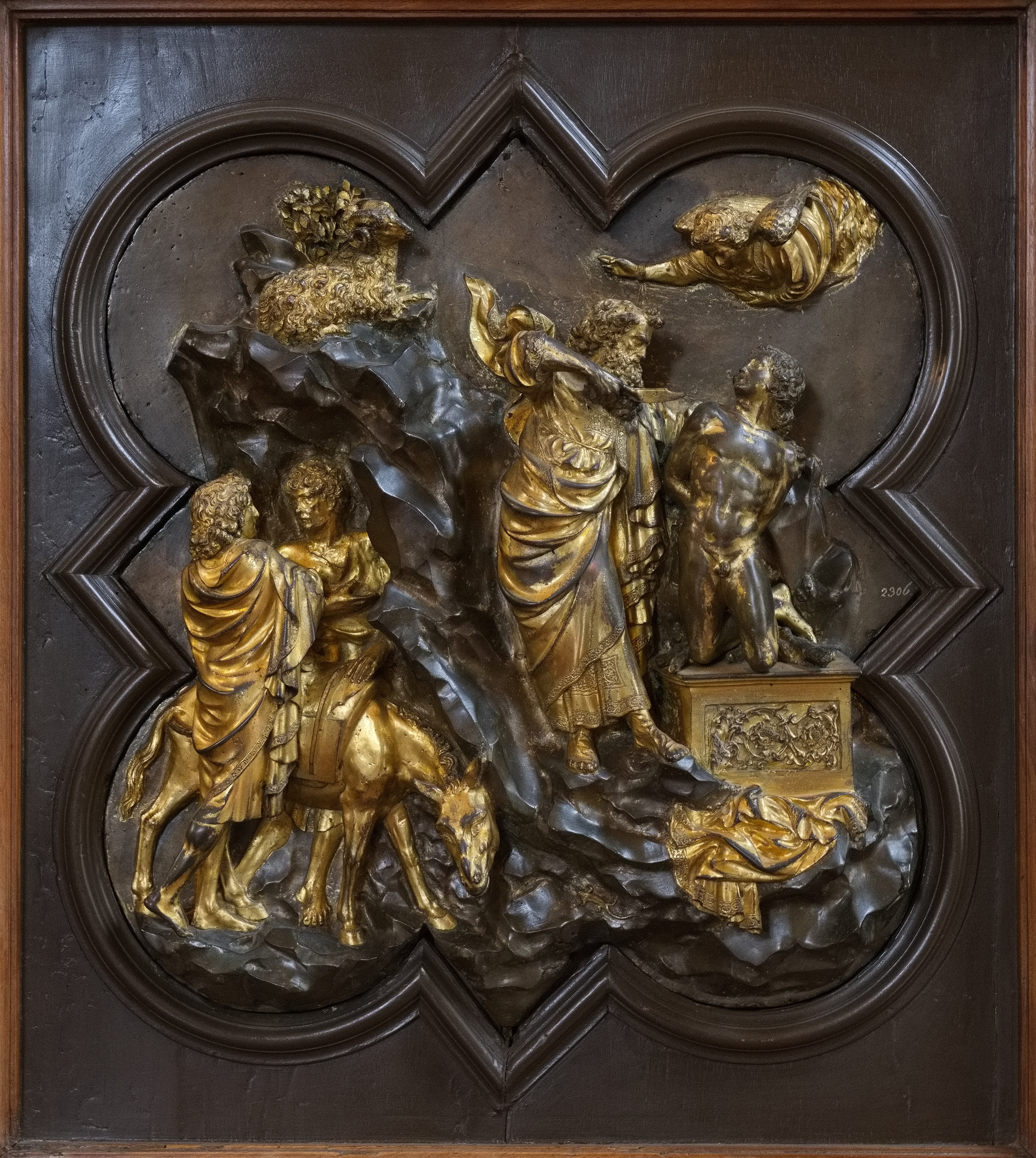
Isaaksopfer Lorenzo Ghibertis

Eine grundlegende Weichenstellung für die bildenden Künste überhaupt und zumal für die Bildhauerkunst der Renaissance ergab sich aus dem von der Florentiner Tuchhändler-Zunft um 1400 ausgeschriebenen öffentlichen Wettbewerb für die Gestaltung der Nordtür des Baptisteriums San Giovanni, aus dem die neuartigen Konkurrenzreliefs von Lorenzo Ghiberti und Filippo Brunelleschi hervorgingen. Beiden Proentwürfen gemeinsam war der Rückgriff auf antike Formenelemente, etwa hinsichtlich der Nacktheit Isaaks bei der Opferhandlung. „Hatte die Gotik den Körper über die Gewandung gestaltet, so kam hier wieder das antike ‚Menschenbild‘ zum Tragen, bei dem die Figur über das Knochengerüst, Muskeln und Sehnen bis zur Oberfläche der Haut aufgebaut wurde.“ Davon ausgehend, so Herfried und Martina Münkler, sei die Formensprache der Renaissance für die Bildhauer des 15. Und 16. Jahrhunderts verbindlich geworden.

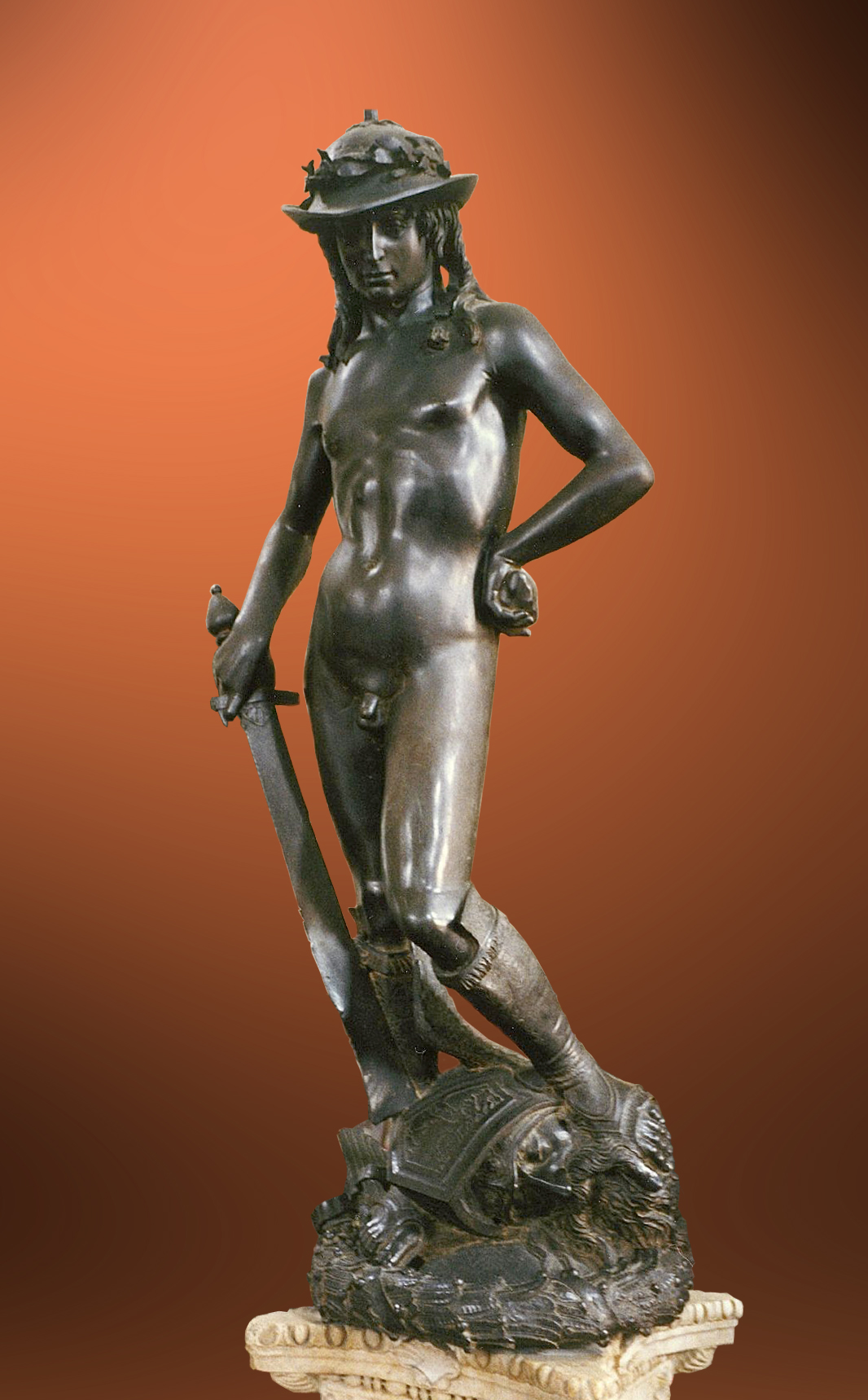
David, Museo Nazionale del Bargello

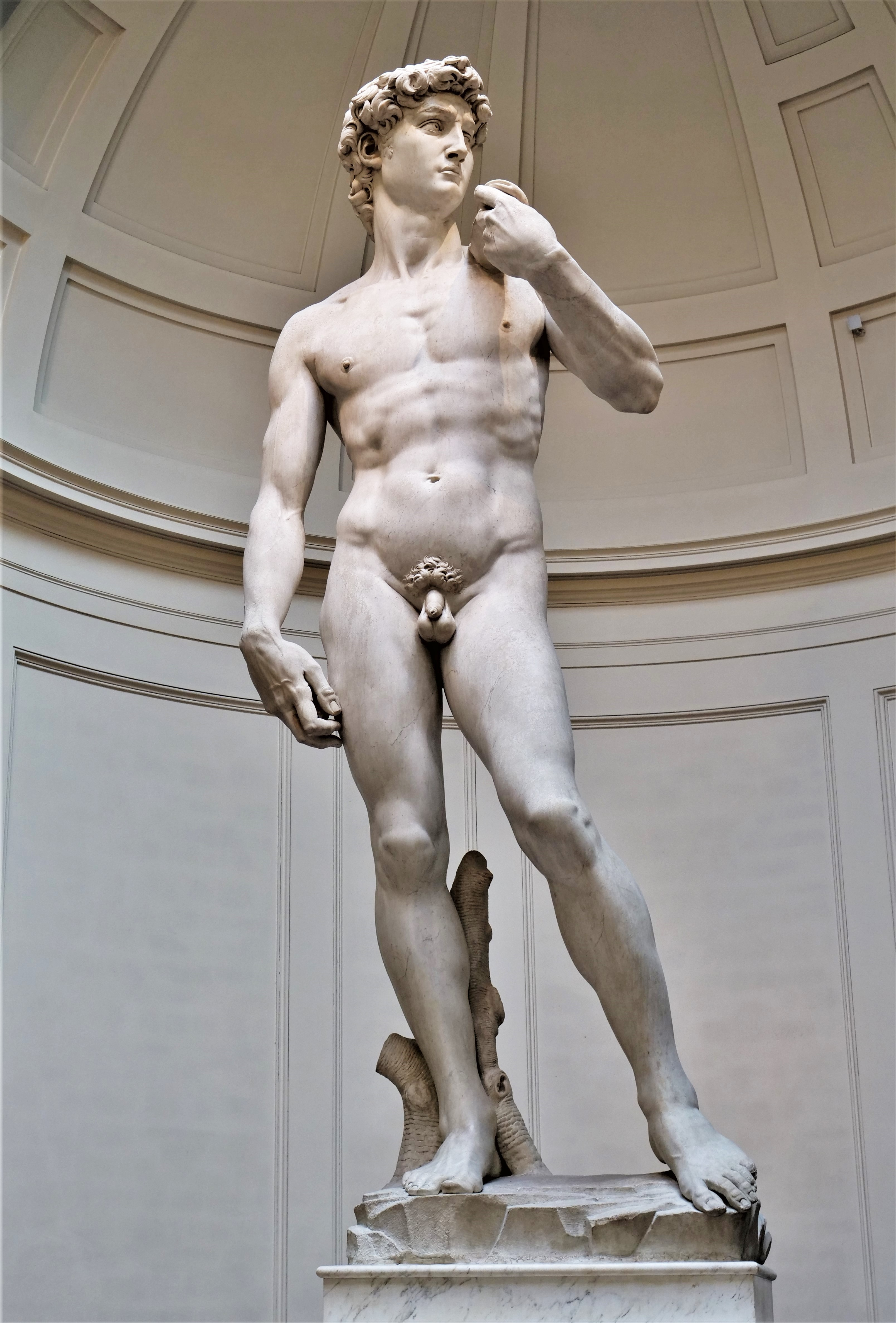
Michelangelos David

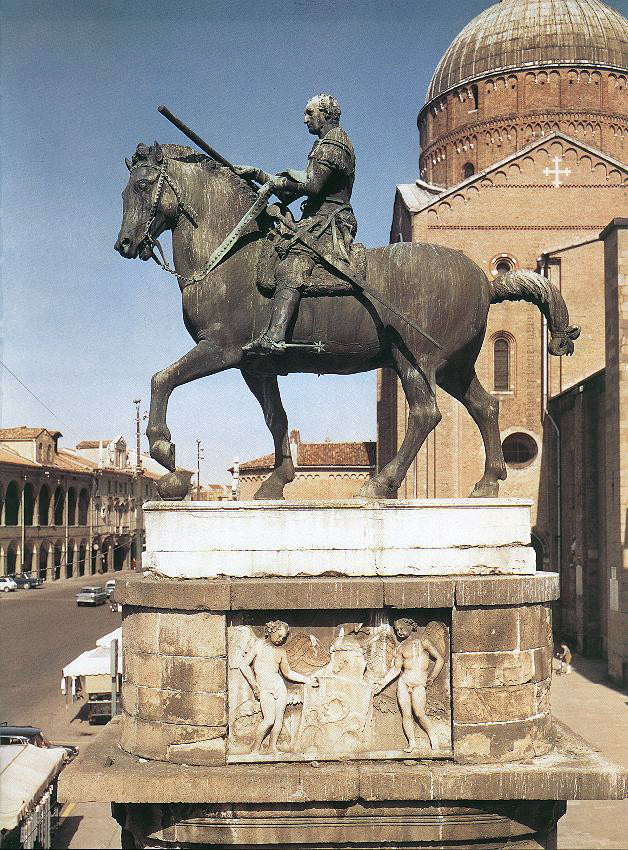
Reiterdenkmal des Gattamelata

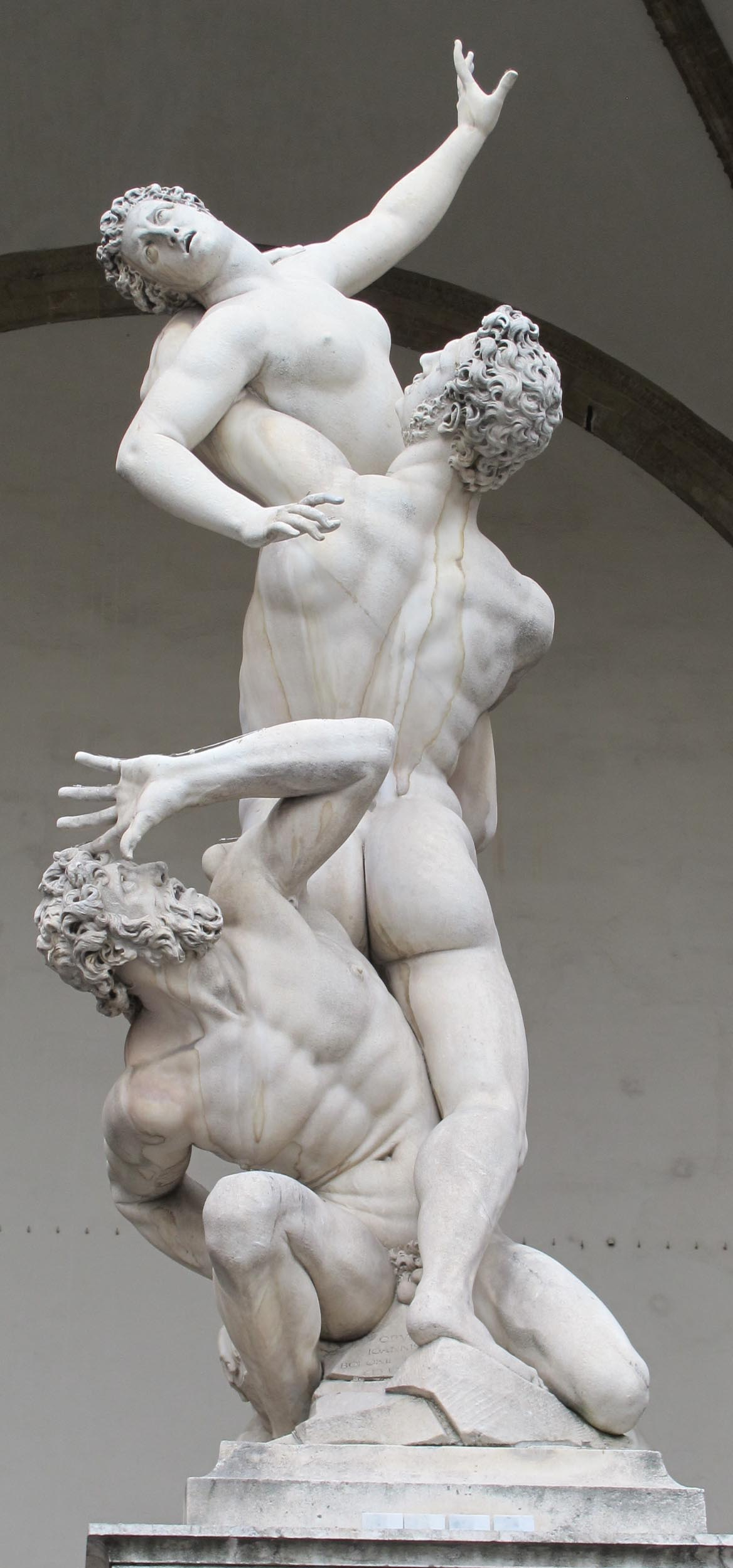
Giambologna: Raub der Sabinerin

Ebenfalls Wegweisend war Donatellos Bronzefigur des David in Kontrapost-Stellung, die erste lebensgroße, vollständig rundsichtige Aktfigur seit der Antike und diejenige, „mit der Donatello sein langwieriges Bestreben krönt, die Skulptur aus ihrer funktionellen Einbindung in die Architektur zu befreien.“ Am ursprünglich vorgesehenen Aufstellungsort in der Hofmitte des Palazzo Medici konnte Davids Siegerpose als eine Allusion auf die militärische Standhaftigkeit der Kommune unter dem Regiment der Medici gegenüber den Großmachtgelüsten Neapels oder Mailands wirken. Die fein polierte, nahezu schwarze Oberfläche der Bronze betonte mit ihren Lichtreflexen die naturalistische Körperlichkeit der Figur. Vasari urteilte, „diese Gestalt hat so viel Natur, Leben und Weichheit, daß es Künstlern scheint, als müsse sie über einen lebenden Körper geformt sein.“
Als Sinnbild republikanischer Politik und Identität konnte auch der von Michelangelo zu Beginn des 16. Jahrhunderts geschaffene David gelten. Als Leitidee des bildhauerischen Schaffens, in dem Michelangelo seine vorrangige Berufung sah, bestimmte er, dass der Künstler die im Steinblock bereits verborgene Figur lediglich herauszuschlagen habe; und entsprechend sorgsam überwachte er selbst den Bruch der von ihm zu bearbeitenden Marmorblöcke in Carrara. Bei diesem über vier Meter hohen David handelte es sich allerdings im Rohstadium um einen Block, den er von Agostino di Duccio übernahm. Dieser war daran gescheitert, daraus eine Figur zu schaffen, die den letzten freien Chorstrebepfeiler des Doms krönen sollte. Michelangelo hob in seiner Bearbeitung besonders die athletische, anatomisch getreue Gestalt der Figur hervor. Die antike Nacktheit aber stand der Verwendung an einem sakralen Ort entgegen. An dem alternativen Standort vor dem Palazzo Vecchio wurde das Werk zu einem bahnbrechenden für die Entwicklung der Skulptur im Cinquecento.
An antikes bildhauerisches Schaffen knüpfte man in der Renaissance über Standfiguren und Bildnisbüsten hinaus mit Reiterstandbildern auf den Plätzen der Städte an (beispielsweise mit dem des Condottiere Gattamelata von Donatello in Padua und mit dem des Bartolomeo Colleoni von Andrea del Verrocchio in Venedig). Auch verband man mitunter die Skulptur in Form eines Wandgrabmals mit der Architektur zu einem Gesamtkunstwerk. Exemplarische Berühmtheit erlangte das Juliusgrabmal in San Pietro in Vincoli, das Michelangelo episodisch über vier Jahrzehnte beschäftigte und das er doch nur teilweise vollendete. Auch bei einer Reihe anderer Werke ließ er Skulpturen unvollendet. „Dabei ist das Nonfinito mehr und mehr zu einem gestalterischen Prinzip Michelangelos geworden, das es ihm ermöglichte, die seelische Verfassung der dargestellten Personen entweder im ‚Halbdunkel‘ zu lassen oder ihr eine Eindringlichkeit und Tiefe zu geben, der gegenüber jede weitere Bearbeitung der Oberfläche eine Verflachung bedeutet hätte.“
Die Nachfolge Michelangelos als bedeutendster zeitgenössischer Bildhauer Italiens trat Giambologna an, der die gesamte europäische Skulptur des späten 16. und frühen 17. Jahrhunderts beeinflusste. Sein charakteristisches Stilelement war die Figura serpentinata mit einer von unten nach oben gerichteten spiraligen Drehung von Figuren (wie im Falle des in Bronze ausgeführten fliegenden Merkur) oder Figurengruppen, die im Bewegungsausdruck die Schwerkraft zu überwinden scheinen. Dies gilt speziell für Giambolognas Raub der Sabinerin in der Loggia dei Lanzi mit der Hauptfigur des Romulus, der über dem zu Boden gezwungenen Sabiner dessen Frau an sich gerissen hat (zum Mythos siehe Raub der Sabinerinnen). „Die im Kampf verwickelte dreifigurige Gruppe bildet ein vollkommen rundansichtiges Ensemble, dessen Ansichten sich im Herumgehen ständig erneuern, dessen Figuren aber in dem äußerst komplexen bildhauerischen Werk stets die Geschlossenheit ihres Zusammenwirkens bewahren.“

### Architektur

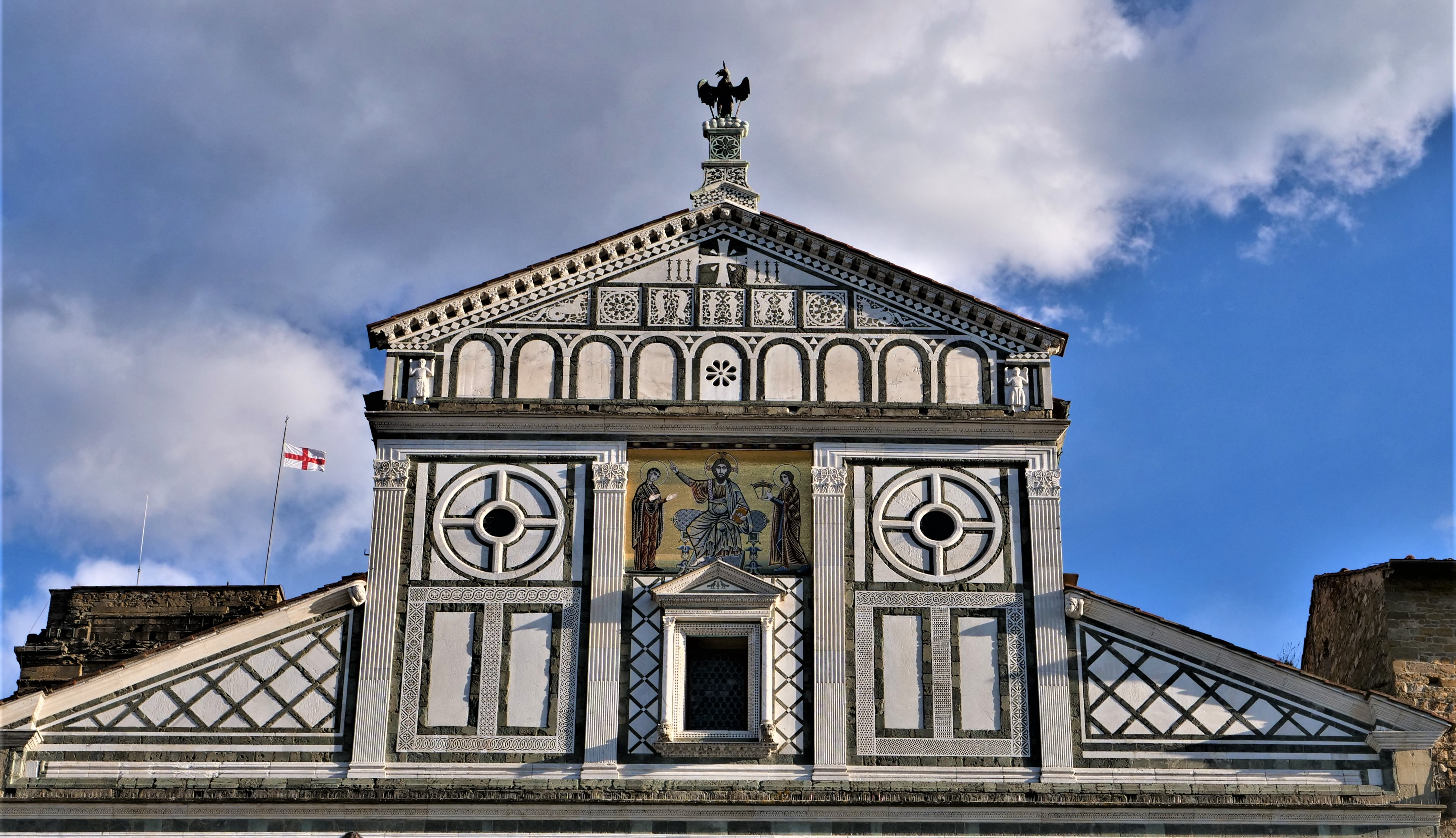
Inkrustationen an der Dachfassade der Kirche San Miniato al Monte

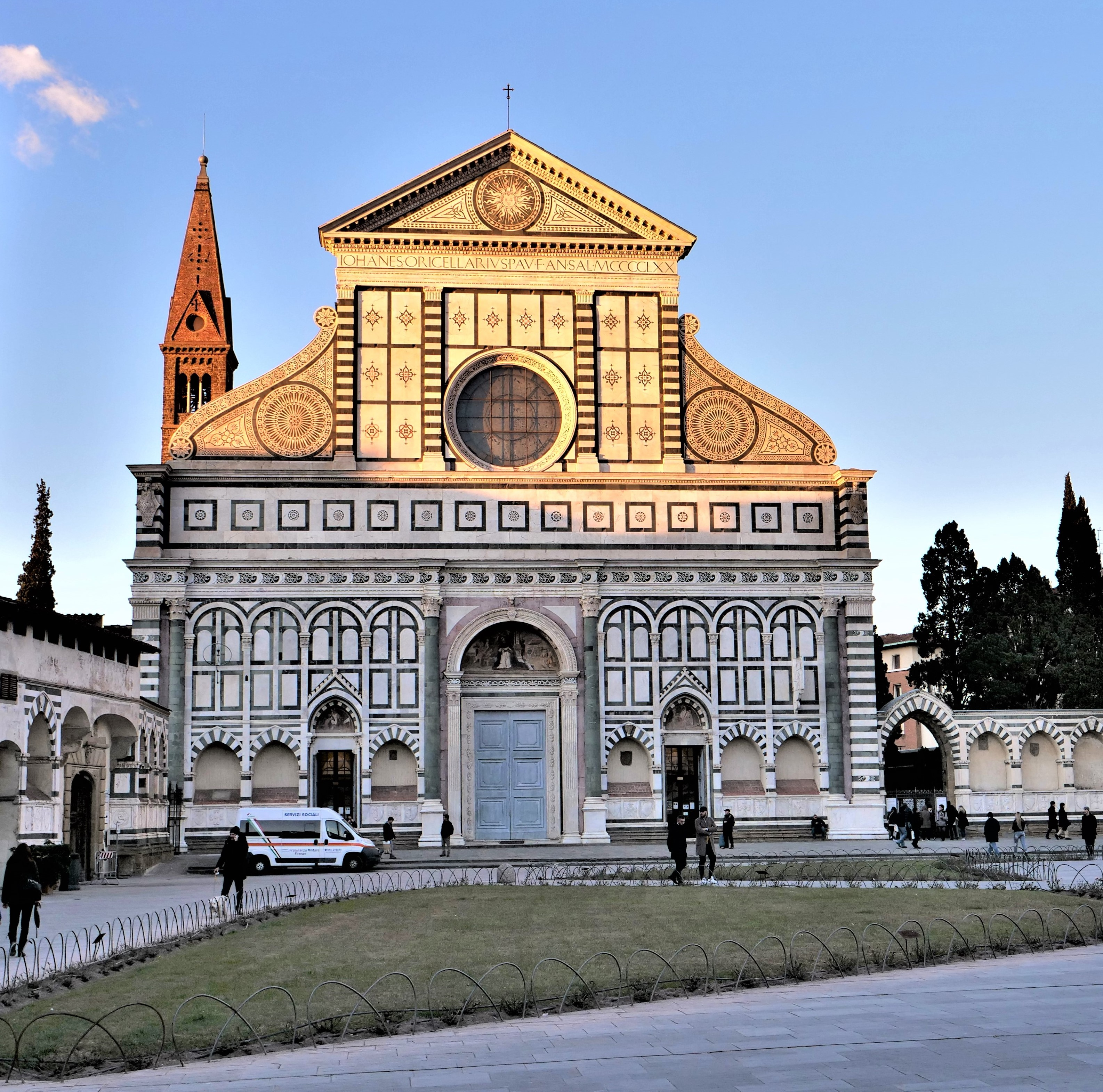
Fassade der Kirche Santa Maria Novella

Im Besonderen anhand der Architekturentwicklung lässt sich erkennen, dass der Übergang von mittelalterlichen Bauformen zur Renaissance nicht abrupt geschah, sondern mit mancherlei Übernahmen und Kontinuitäten verbunden war. Marmorinkrustationen, wie sie an Florentiner Kirchenfassaden im 15. Jahrhundert gängig wurden, beispielsweise bei Santa Maria Novella, waren bereits im 11./12. Jahrhundert für San Miniato al Monte und das Baptisterium San Giovanni geschaffen worden. Grundlegende Anstöße für eine Rückbesinnung auf antike Bauformen gab Leon Battista Alberti, Gestalter der Fassade von Santa Maria Novella, der Vitruvstudien betrieben hatte und mit seinem Traktat De Re  Aedificatoria neue theoretische Akzente setzte. „Wie kein anderer verkörpert Alberti für das 15. Jahrhundert den Typus des Universalgenies, des uomo universale, der sich in theoretischer wie praktischer Hinsicht hervorgetan und bewährt hat“, urteilen Herfried und Marina Münkler.
Nie sei der Architekturtheorie mehr Bedeutung beigemessen worden als in der frühen Neuzeit, heißt es bei Barbara Borngässer. „Architektur blieb nicht länger ‚Geheimnis‘ erfahrener Baumeister, sie erhob sich zum Bildungsgut der Humanisten. Kursierten theoretische Schriften zunächst nur in elitären Kreisen, so erreichten sie dank der Erfindung des Buchdrucks bald ganz Europa und lieferten den ‚modernen‘ Architekten das intellektuelle Rüstzeug für ihr Schaffen.“
Zentrale Bedeutung für die praktische Fundierung der Renaissance-Architektur erlangte Filippo Brunelleschi zunächst mit der Loggia des Ospedale degli Innocenti und sodann mit seinem Wirken beim Bau der Kirchen San Lorenzo und Santo Spirito sowie bei der Fertigstellung des Doms Santa Maria del Fiore. Mit dessen Kuppel, die eine Spannweite von über 40 Metern misst, schuf Brunelleschi in 16-jähriger Bauzeit die wohl größte je errichtete Rippenkonstruktion.

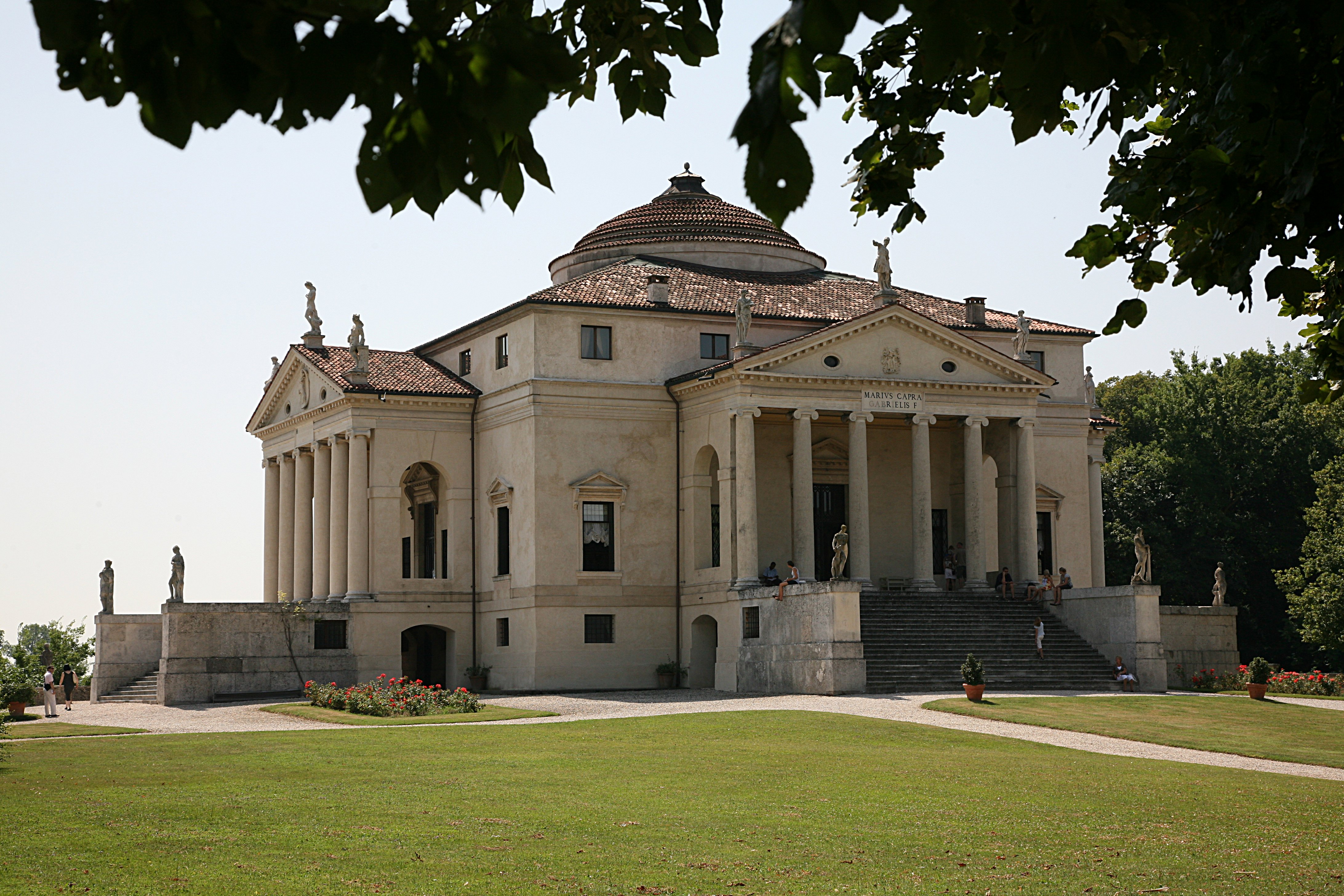
La Rotonda, Andrea Palladio, 1571

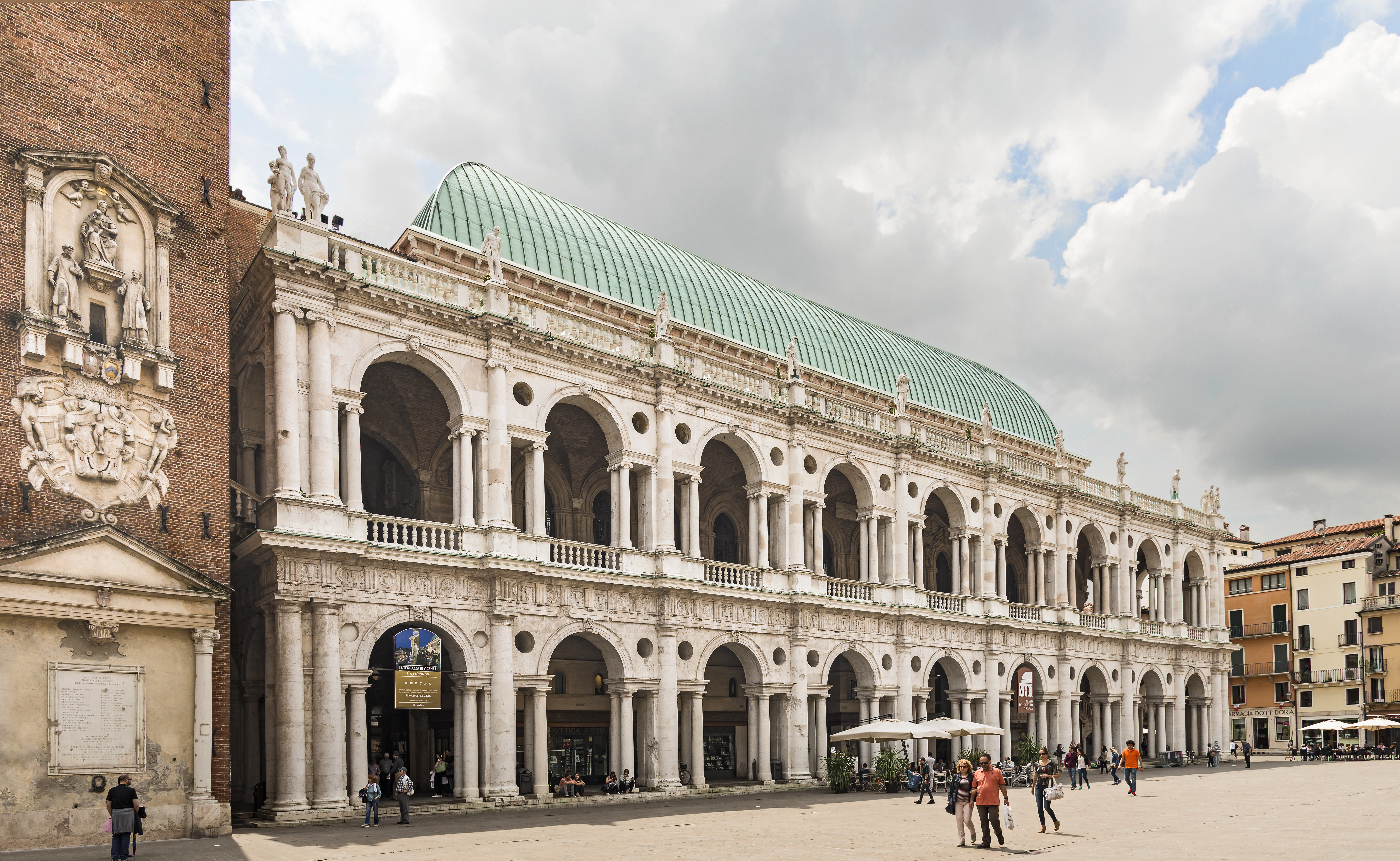
Palazzo della Ragione (Basilica palladiana) in Vicenza

Im 16. Jahrhundert war es Andrea Palladio, dessen ebenfalls an Vitruvstudien anknüpfender klassisch-antiker Stil nicht nur in Italien Verbreitung fand, sondern über England bis nach Nordamerika wirksam wurde. Aus seiner architekturtheoretischen Schrift I quattro libri dell’architettura ergaben sich eine ästhetische Grundvorstellung und ein Baustil, die vor allem im ländlichen Villenbau zur Geltung kamen. Dabei ging es anders als in den städtischen Adelspalästen weniger um die repräsentative Machtstellung als um die Verbindung zwischen den Annehmlichkeiten des Landlebens und den Wirtschaftsfunktionen eines Gutshofes.
Palladios nachhaltig stilbildende Wirkung zeigt sich auch in mit seinem Namen verknüpften Begrifflichkeiten wie Palladianismus und Palladio-Motiv. Tätigkeitsschwerpunkte hatte er in Vicenza mit der Basilica Palladiana und der Villa La Rotonda sowie in Venedig mit Kirchenbauten wie Il Redentore und San Pietro di Castello. Hierbei gelang es Palladio, die antike Tempelfront den Sakralbauten anzugliedern, ein Vorhaben, an dem die Baumeister im 15. Jahrhundert fast durchweg gescheitert waren.

#### Antikische, klassizistische Renaissance

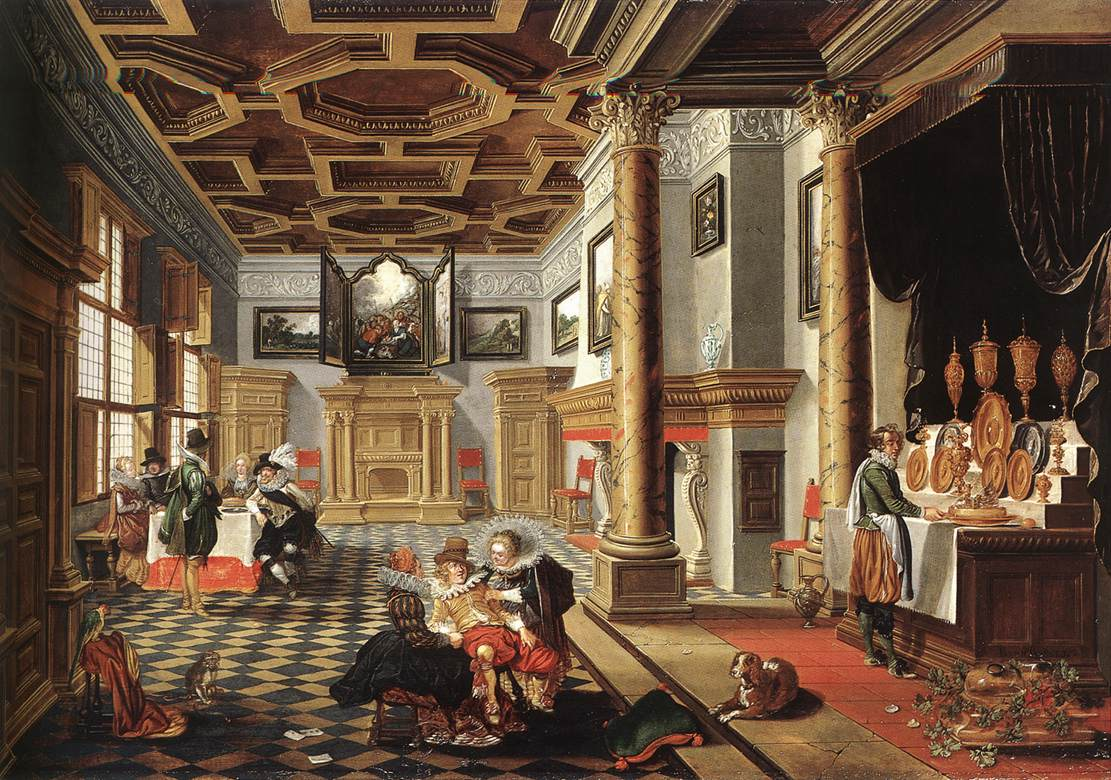
Bankett in Renaissance-Interieur, Gemälde von Bartholomeus van Bassen, 1618–1620

In Italien war das Ziel, die architektonische Formensprache der Antike in klassischer Strenge wiederzubeleben, mit Donato Bramante und der Hochrenaissance gegen 1500 erreicht. Italienische Renaissancebauten wurden klar, überschaubar und harmonisch ausgewogen konzipiert.
Die Architekten orientierten sich bei den Grundrissen an einfachen geometrischen Formen wie dem Quadrat oder dem Kreis. Man entlehnte Bauelemente wie Säulen, Pilaster, Kapitelle, Dreiecksgiebel und anderes mehr direkt der (griechischen) Antike. So stattete man Säulen wieder mit dorischen, ionischen oder korinthischen Kapitellen aus. Daneben kam es zu einer vermehrten Verwendung der bereits der römischen Architektur bekannten toskanischen Säule, vor allem in den Untergeschossen der Renaissancebauten.

#### Analogische Renaissance

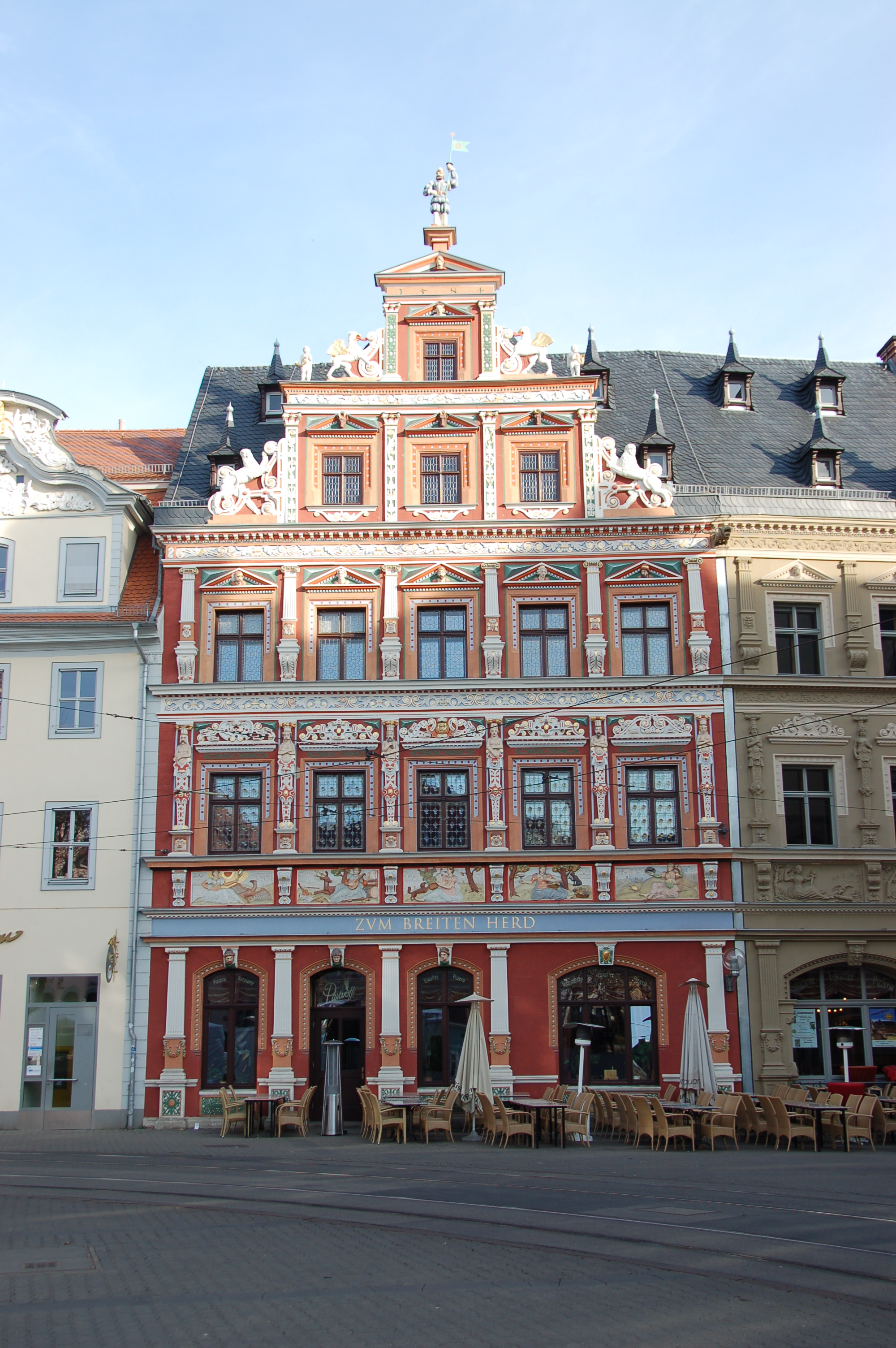
Das Haus zum Breiten Herd in Erfurt wurde 1584 errichtet. Es zählt zu den prachtvollsten deutschen Renaissancebauten.

Eine andere Tendenz der Renaissance-Architektur bestand darin, der Antike entlehnte, aber auch mittelalterliche formensprachliche Elemente in analogischer Weise zu variieren, ohne eine streng gesetzmäßige Baukunst anzustreben. Wichtiger als die klassische Form war dabei der inhaltliche Aspekt der antikisierenden Motive, die hohes soziales Prestige, aber auch antikes Ethos vermitteln sollten.
Die Nachahmung antiker Bauelemente wie Gebälke, Kapitelle oder Profile geschah hierbei nicht in voller Strenge, sondern gemäß der mittelalterlichen Baupraxis nur imitatorisch-variierend. Teilweise stammten die Vorlagen aus der antikenahen romanischen Architektur, so zum Beispiel beim Turm der Heilbronner Kilianskirche ab 1513. Häufig waren reiche Ornamentierungen durch Maßwerk, Arabesken, später durch Rollwerk, Beschlagwerk, Schweifwerk u. a. Die Vertikale in der Tradition der Gotik war dabei nach wie vor stark betont. Grundrisse und Fassaden gerieten oft asymmetrisch. Die Werkmeister waren in der Regel keine Intellektuellen wie in Italien, sondern oft der Tradition mittelalterlicher Handwerksbetriebe verpflichtet.

#### Renaissance-Gotik oder auch Nachgotik
Eine dritte Tendenz war die Weiterverwendung gotischer Motive, die im Gegensatz zu den antiken Formen als modern empfunden und gern bei Kirchengebäuden verwendet wurden. Ein Beispiel ist die Kirche St. Mariä Himmelfahrt in Köln.
In Frankreich war die klassische antikisierende Strenge der Hochrenaissance gegen 1550 etabliert (vgl. den Westflügel des Louvre, errichtet 1550–1558 durch Pierre Lescot); daneben verblieben zahlreiche Kirchenbaustellen, auf denen noch mit gotischen Motiven gebaut wurde. Auf der iberischen Halbinsel bildeten beide Tendenzen ein Nebeneinander, das sich bis in den Barock fortsetzte. Im deutschsprachigen Europa und in Polen kam es teilweise zu einer Vermischung beider Tendenzen (z. B. beim Heidelberger Schloss oder beim Wawel-Schloss in Krakau), doch blieb die analogische Form der Renaissance weiterhin dominant. Eigene Formen der Baukunst entwickelten sich in der Niederländischen bzw. Nordischen Renaissance.

### Dichtung und Schriftkultur
Die erstrangige Rolle der Dichtung beim Epochendurchbruch der Renaissance ist unverkennbar. Als Vorläufer bzw. Anreger der Renaissance kann Dante Alighieri angesehen werden, etwa im Hinblick auf die Selbständigkeit seines Urteils über gesellschaftliche Entwicklungen und mit seiner Hinwendung auf das eigene Selbst. Nach Bernd Roeck handelte es sich bei der Göttlichen Komödie um das erste Stück Weltliteratur seit der Antike in Europa. „Keine andere Dichtung der Epoche hat ähnlich sprachgewaltig in mal düstere, mal leuchtende Bilder umgesetzt, was man über den Kosmos zu wissen glaubte.“ Mehr Weltzugewandtheit und ausgeprägtere antiquarische Interessen als Dante, so Roeck, habe dann bei vergleichbar phänomenaler Kreativität in seiner Dichtkunst Francesco Petrarca gezeigt. Die Sonettform habe er auf einsame Höhen gebracht und über Jahrhunderte zu Nachdichtungen angeregt.

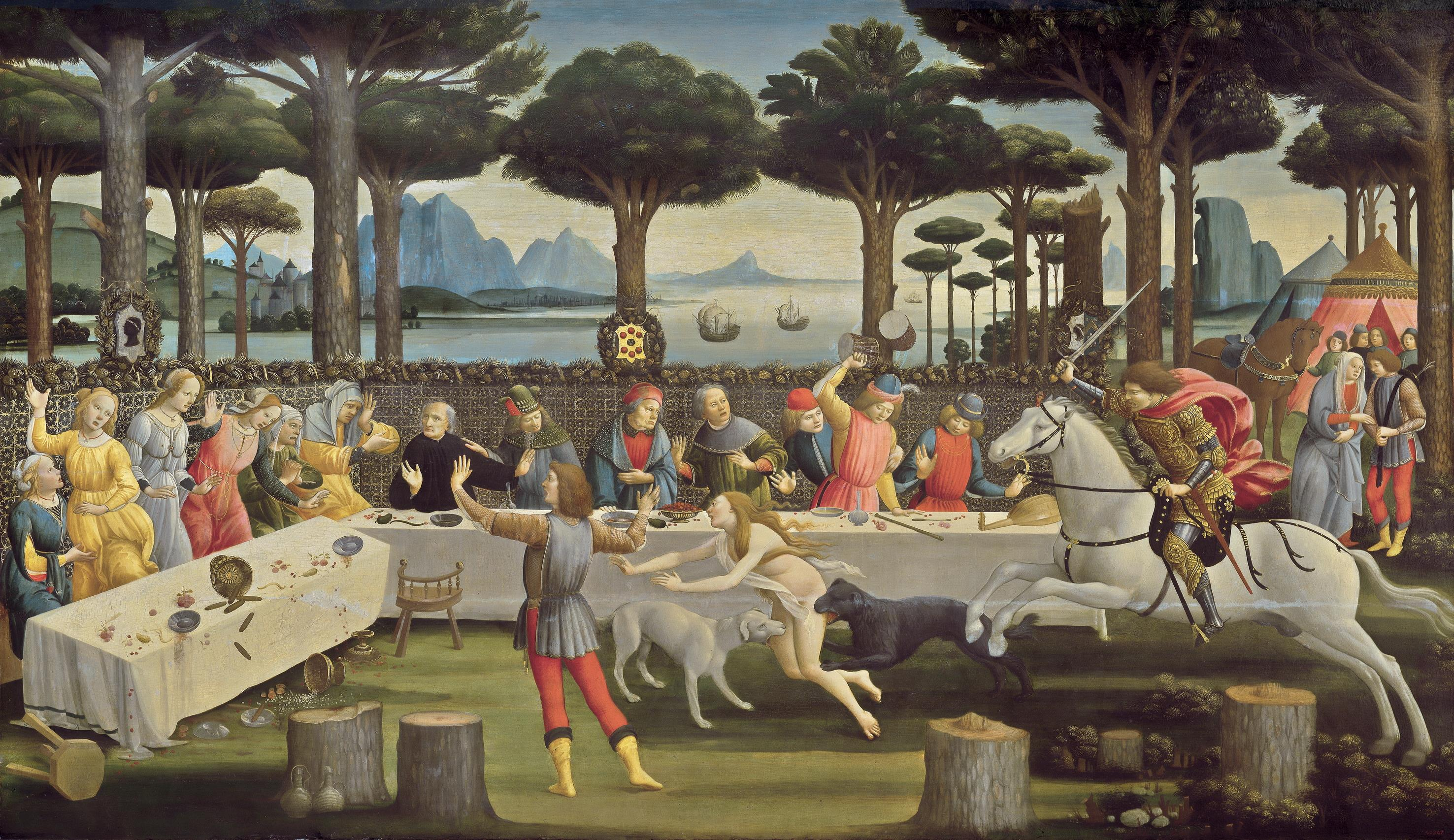
Sandro Botticelli, Gemälde zu einer Novelle aus dem Decamerone, 1487 (Madrid, Prado)

Für Giovanni Boccaccio gehörte neben Dante und Petrarca auch Giotto di Bondone mit seiner Malkunst zu den großen Erneuerern. „In Boccaccios Zeilen wird zum ersten Mal so etwas wie das Selbstgefühl einer Renaissance greifbar, die nicht allein auf Literatur beschränkt blieb, sondern auch die Kunst meinte.“ Die zehn jungen Leute im Decamerone, die sich tanzend, spielend und zu Musik speisend die Zeit vertreiben, vor allem aber mit 10 Geschichten, die sie einander täglich erzählen, werden am Ende bei 100 angekommen sein, ebenso viele wie Dantes Göttliche Komödie Gesänge hat. „Mit Ironie und hintergründigem Humor wird ein Panoptikum geiler Kleriker, gieriger Kaufleute, häßlicher Aristokraten, betrogener Liebhaber und glühender Liebender mobilisiert.“
Seit der Erfindung des Buchdrucks mit beweglichen Lettern um 1450 durch Johannes Gutenberg nahmen Schriften, Bücher und ihre Verbreitung einen kolossalen Aufschwung. Bereits im Jahr 1500 existierten 30.000 bis 35.000 Ausgaben verschiedener Bücher. Buchdruckereien entstanden 1460 in Straßburg, 1464 in Köln, 1467 in Basel und 1470 in Nürnberg. Die Weiterverbreitung in ganz Europa übernahmen hauptsächlich deutsche Auswanderer.
Als ein Meister der Satire und Parodie in der Renaissance zeigte sich François Rabelais. Für seine Riesenhelden Gargantua und Pantagruel ist die vorgefundene Wirklichkeit schlicht zu klein, räumlich wie geistig. Die auf dionysisches Gelächter zielenden grotesken Späße sind Ausdruck der humanistischen Kritik an „scholastischer Spitzfindigkeit, leerer Buchstabengelehrtheit und monarchischer Lebensfeindlichkeit.“ Rabelais Landsmann Michel de Montaigne hingegen widmete sich in seinen Essais von der Psyche über den Körper bis zur eigenen Sexualität der Erforschung des Ich. „Indem der Essayist sich, mit seinen Worten, bis zum Skelett zergliedert, untersucht er die ganze Menschenspezies, die ‚condition humaine‘.“ Wie die individuellen Schicksale bestimmt sind von Flüchtigkeit, Wandelbarkeit und Unvorhersagbarkeit, so auch die Weltgeschichte im Ganzen. Jeden Anspruch auf Besitz absoluter Wahrheit wies Montaigne zurück: „Kein Anblick ist verlogener als der einer verkehrten Religion, die das Gebot Gottes zum Vorwand für Verbrechen nimmt.“
Während in der italienischen Spätrenaissance die Commedia dell’arte Bedeutung erlangte, kam in England das Elisabethanische Theater zur Blüte. Die Stücke des Dramatikers William Shakespeare hat man dort gar nicht explizit der Renaissance zugeordnet, sondern sogleich von einem Zeitalter Shakespeares gesprochen. Sein Theater steht laut Roeck dafür, dass um 1600 ein vormals festgefügtes Weltbild am Zerbrechen war: „Die alten Konzepte von Schicksal, Freiheit oder Vorsehung verloren sich zugunsten der Vorstellung, alles werde vom Gesetz der Natur bestimmt.“
Für Michail Bachtin nimmt die Kultur der Renaissance einen Sonderplatz in der Kulturgeschichte ein, da sich in dieser Periode Volkskultur und Hochkultur auf einmalige Weise annäherten: Die „vulgären“ Volkssprachen und die mittelalterliche „Lachkultur“ hielten Einzug in die große Literatur. Als Protagonisten dieser Bewegung nennt Bachtin Boccaccio, Rabelais, Cervantes und Shakespeare. Die so entstandene Hybridkultur der Renaissance parodiert sakrale und andere traditionelle Riten und Diskurse in karnevalisierender Form, wobei sie sich an den spätantiken Satirikern orientiert. Familiarität, Synkretismus, Dialekt, individuelle Exzentrik, Travestie und Obszönität durchkreuzen alle Hierarchien, die Vielsprachigkeit löst die Dominanz des Lateinischen ab. „Das Zentrum, um das sich alle Dinge und Werte neu gruppieren, ist der menschliche Körper, der in sich die ganze Vielfalt der Welt birgt.“

### Musik
In der Frühphase der Renaissance entwickelte sich die moderne Notenschreibung „durch eine radikale Vereinfachung der alten komplizierten Notationssysteme, wobei der Buchdruck als Initiator und Beschleuniger eine erhebliche Rolle gespielt hat.“ Zunächst war in der Renaissance die franko-flämische Musik stilbestimmend, ab der Mitte des 16. Jahrhunderts kamen die wesentlichen Impulse dann aus Italien, besonders durch Komponistenströmungen, die als Florentiner Camerata, Römische Schule und Venezianische Schule bezeichnet werden. Seit den 1570er Jahren gab es Versuche beispielsweise des Florentiners Girolamo Mei und des Franzosen Jean-Antoine de Baïf, die antike griechische Musik wiederzubeleben. Mei beschrieb als Ergebnis seiner Quellenforschung Unterschiede zwischen dorischem, phrygischem und lydischem Stil. Er kritisierte mit anderen die polyphone Musik und befürwortete die Homophonie unter der Bezeichnung canto fermo.
Als Eigenschaften und Stilmittel der Renaissancemusik lassen sich anführen:
- Die Musik wird als Werk von (nicht mehr anonymen) Komponisten begriffen. Sie dient zur geselligen Unterhaltung (z. B. Liebes-, Trink- und Jahreszeitenlieder) und nicht mehr nur zum Gotteslob. Es kommt zu einer reichen Polyphonie (Mehrstimmigkeit) in der Kirchenmusik und zu homophon behandelten Volkslied-Melodien im weltlichen Bereich.
- Der Instrumentenbau erfolgt in ganzen Familien, etwa Violinen, Blockflöten, Gamben, verschiedenen Blasinstrumenten sowie Lauten. Vokal- und Instrumentalpartien werden austauschbar, eine feste Instrumentierung ist nicht mehr generell üblich. Gegenüber der Musik des Mittelalters ändert sich das Harmonie-Empfinden: Terzen und Sexten werden seit der Renaissance als konsonant empfunden.
- Kennzeichnend für die Musik der Hochrenaissance ist das Bemühen zur Herstellung einer harmonischen Einheit zwischen polyphoner und akkordischer Struktur – am energischsten vertreten durch Giovanni Pierluigi da Palestrina – sowie zwischen Mehrstimmigkeit und Textverständlichkeit.[93]
- Einen Höhepunkt der musikalischen Verwirklichung von Ideen der Renaissance bildet die Entstehung der Oper um 1600, betrieben vor allem durch Florentiner Kreise. Jacopo Peri komponierte das im Jahr 1600 uraufgeführte Musikdrama Euridice, das heute als erste erhalten gebliebene Oper gilt. Claudio Monteverdi komponierte in dem von ihm als seconda prattica bezeichneten neuen Stil, bei dem eher die Worte die Musik bestimmten als umgekehrt,[94] die Opern Orfeo (1607) und Ariadne (1608).

### Leibesübungen und Körperkultur
Leibesübungen wurden wie in der Antike in der gesamten Breite der Verwertungszusammenhänge praktiziert und erkundet. Das moderne Denken zeigte sich in der Ausformulierung des Regelwerks, in der Anwendung der Naturwissenschaften und der Mathematik (vor allem der Geometrie) auf den Sport. Leibesübungen wurden zum Zwecke der Gesundheit, des Kriegshandwerks, der Selbstverteidigung oder einfach als Wettkampfsport betrieben. Das sich wandelnde Körperverständnis zeigte sich auch im Tanz und weiteren Körperpraktiken.

## Philosophie

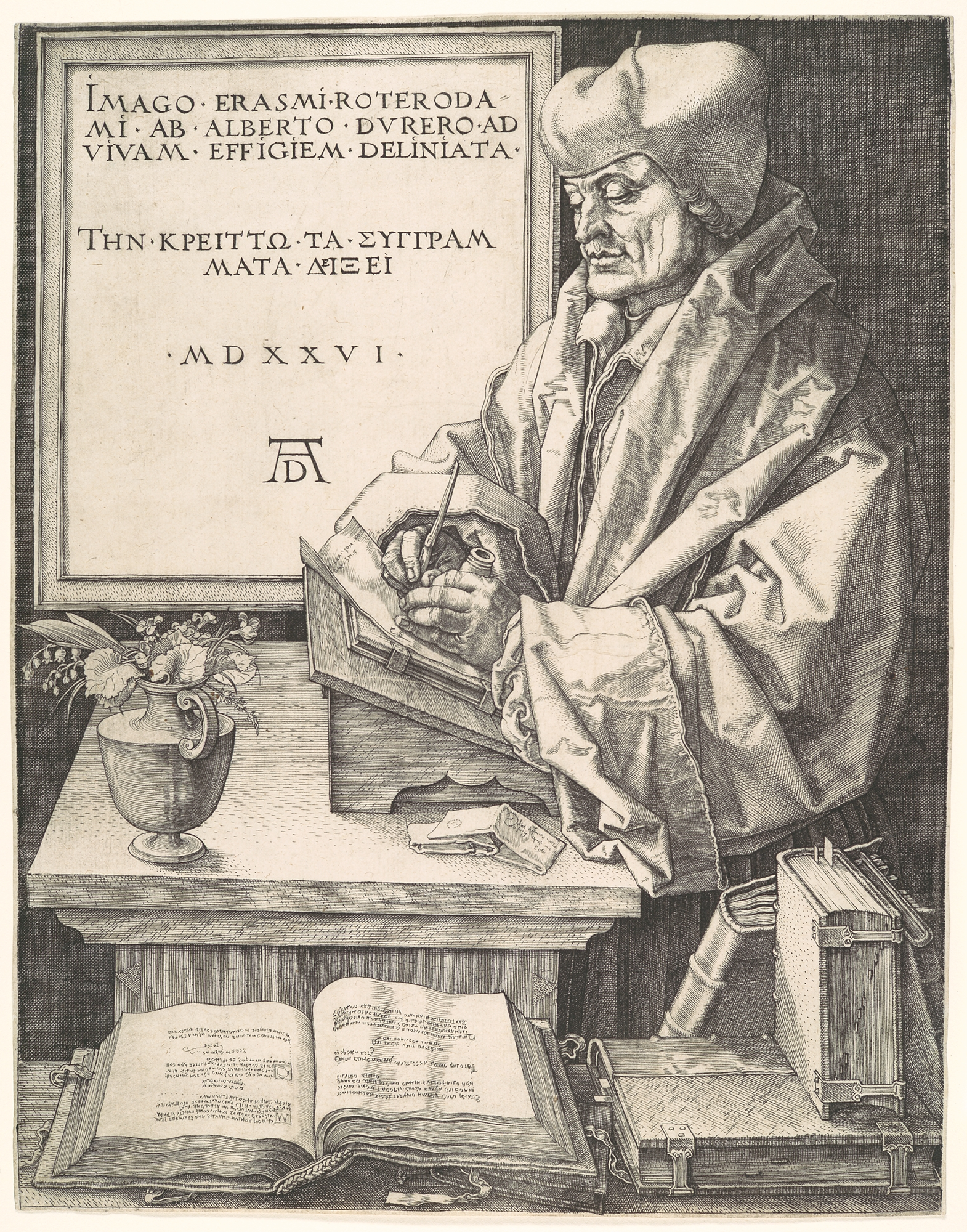
Erasmus porträtiert von Albrecht Dürer (1526)

Auch die Philosophie der Renaissance war vom Rückbezug auf antike Denker und von der Auseinandersetzung mit deren wiederentdeckten Schriften geprägt. Sie stellte die Weichen für eine Überwindung der Scholastik und für eine Neuausrichtung des Welt- und Menschenbilds sowie insbesondere des ethischen Fundaments. Die Werke Platons und der Neuplatonismus boten dabei für die Vereinbarkeit mit der christlichen Theologie diverse Orientierungs- und Anknüpfungsaspekte. Dies wird etwa in den Lehren des Nicolaus Cusanus deutlich, der mitunter als Verkörperung der „Epochenschwelle“ zwischen Mittelalter und Moderne erscheint.
Andere Akzente setzten bereits früh der antichristlich eingestellte Georgios Gemistos Plethon und Biagio Pelacani da Parma mit seinem Denken „an den Grenzen des Atheismus“. Dafür steht laut Thomas Leinkauf der Satz: „Du bist kein anderer als Du selbst“, den Pelacani für nicht widerlegbar erklärte, weder durch eine endliche noch durch eine unendliche Macht. „Schon hier also“, so Leinkauf, „kann die unendliche Macht Gottes nichts ausrichten gegen die Richtigkeit und Wahrheit dieser Gewissheit, dass man man selbst ist.“ Überhaupt rückte das menschliche Individuum als freies und selbstverantwortliches mit seinen Willens-, Handlungs- und Gestaltungsmöglichkeiten während der Renaissance ins Zentrum des philosophischen Denkens. Es stand unter anderem für „die Vielheit, Varianz, Buntheit des Seins“. Bezeichnend ist die andauernde Reflexion über die Stellung und Würde des Menschen in Briefen, Dichtung, Abhandlungen, Kommentaren und anderen Schriftzeugnissen. Dabei stand im Vergleich zur antiken und patristischen Tradition das Handeln als Ausdruck der Selbsterhaltung und Selbstverwirklichung im Vordergrund – eine Hinwendung zur Lebenspraxis und den darin sich stellenden Problemen.
Für Giovanni Pico della Mirandola, den bekanntesten der damaligen Interpreten der Menschenwürde, handelte es sich darum, das aus sich zu machen, was man aus eigener Einsicht und dem darauf sich gründenden freien Willen festlegt. Giannozzo Manetti sprach den Menschen auf Erden eine annähernd göttliche Stellung zu, indem er in ihnen „gleichsam die Herren aller und die Bebauer der Erde“ sah. Dass menschliche Individuen auf sich allein gestellt jedoch nichts vermögen, sondern der Erziehung durch andere bedürfen, betonte bildreich Erasmus von Rotterdam, indem er beispielsweise schrieb, dass kein Bärenjunges so unförmig sei, wie der Mensch roh an Geist geboren werde. „Wenn du ihn nicht mit viel Eifer bildest und formst, bist du der Vater einer Mißgeburt, nicht eines Menschen.“ Und weiter: „Wenn du saumselig bist, hast du ein wildes Tier; wenn du wachsam bist, hast du sozusagen eine Gottheit.“
Ethische Reflexionen – philosophische Disziplin seit Platon und Aristoteles bis hin zu den scholastischen Autoren des Trecento – blieben die ganze Renaissance über präsent. Dabei fungierte die aristotelische Ethik einerseits weiterhin als Grundnorm und Maßstab; andererseits wurde sie wie andere Teile der aristotelischen Lehre grundlegend kritisiert und durch einen neuen Typus individualistischer Moralität ersetzt, eher stoisch, epikureisch oder averroistisch geprägt, so zum Beispiel bei Michel de Montaigne und Giordano Bruno. Während für Petrarca vor allem die individuelle Handlungsabsicht als Gütemaßstab zählte, lenkte Machiavelli das Augenmerk in erster Linie auf die Zweck-Mittel-Relation und vollzog damit einen philosophisch bedeutsamen Traditionsbruch: Gutes konnte nach seiner Auffassung auch mit schlechten Mitteln bewirkt werden, während sich mit guten Taten schlechte, sogar bösartige Ziele realisieren ließen. Das aristotelische ethische Konzept scheiterte für Machiavelli an der Wirklichkeit. Zwar sei es richtig den „mittleren Weg“ zwischen den Extremen anzustreben; doch liege der Exzess nun einmal in der menschlichen Natur, sei folglich unvermeidlich und könne nur gemildert werden.
Eine unersättliche Wissensbegierde, die nichts weglässt und sich auf alle Disziplinen erstreckt, bescheinigten Coluccio Salutati wie auch Leonardo Bruni dem Menschen. Mit der auf viele Lebensbereiche sich erstreckenden Rückgewinnung antiker Schriften und ihrer Nutzbarmachung durch die Renaissance-Humanisten ging eine plötzliche Ausweitung des Wissensstoffs einher, den es wissenschaftlich-methodisch zu ordnen und hinsichtlich einer realitätskonformen Verwendbarkeit zu prüfen galt. Von Cusanus grundlegend entwickelt, wurde das Unbegrenzte der Einheitsgrund allen Denkens. Das „Ineinssetzen von Einheit und Unendlichkeit“ ist für Hanna-Barbara Gerl „der aus den alten Weltbildern in die Neuzeit hinauskatapultierende Schritt.“ Damit erfahre die Vernunft ihr Nichtwissen, ihre Unangemessenheit gegenüber dem Unendlichen. Doch innerhalb der Grenze des Endlichen könne nun „das Denken beliebig seinen Ausgangspunkt setzen und sich relativ-messend (nach dem selbstgewählten Maß) verhalten. Denken wird messen, mens gleich mensura; Gewicht, Maß und Zahl werden Instrument und Ausdruck des Sich-Selbst-Behauptens im Endlichen.“

## Wissenschaft im Werden
Den „Vorabend einer neuen Naturwissenschaft“ verbindet Bernd Roeck unter anderem mit den erkenntnistheoretischen Reflexionen von Duns Scotus, der die Bibel mit subtiler Sprachanalyse kritisch geprüft und die Theologie zu einer positiven Wissenschaft gemacht habe. Jean Buridan wiederum habe der Anklage ketzerischer Infragestellung der Allmacht Gottes vorgebeugt, indem er postulierte, der Schöpfergott habe sich aus der Welt zurückgezogen und die Natur ihren eigenen Regeln überlassen. Auf dieser Basis entwickelte Buridan seine aristotelisch grundierte Naturphilosophie und widmete sich Fragestellungen beispielsweise danach, ob der Himmel Materie habe, ob es mehrere Welten geben könne und ob die Erde beweglich sei.

### Universitätsstudien und experimentelles Forschen

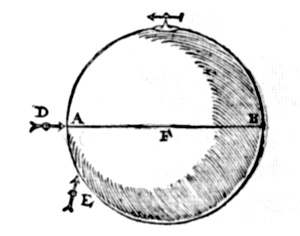
Gilberts kugelförmiger Magnet „Terrella“ zusammen mit Magnetnadeln

Das 14. und das 15. Jahrhundert waren eine Zeit vermehrter Universitätsgründungen in Europa, wobei von den etwa 75 europäischen Universitäten Ende des 15. Jahrhunderts annähernd 20 allein auf Italien entfielen. Von den geschätzt insgesamt zwölf- bis fünfzehntausend europäischen Studenten erreichte seinerzeit allerdings nur ungefähr ein Viertel einen akademischen Abschluss, während der Großteil die Hochschulen ohne akademische Weihen verließ. Die mit der Renaissance einhergehende Wissensvermehrung war auch nur teilweise universitären Ursprungs. Methodische Innovationen und die Revolutionierung wissenschaftlicher Paradigmen fanden zumeist im außeruniversitären Bereich statt, während die Hochschulen sich vornehmlich der Wissensarchivierung und -systematisierung widmeten.
Nach dem von Naturgelehrten lange schon praktizierten Sammeln und Beobachten zu Erkenntniszwecken kam in der zweiten Hälfte des 16. Jahrhunderts das systematische Experiment häufiger in Gebrauch. Als Wegbereiter experimenteller Naturwissenschaft behandelt Roeck William Gilbert, der Magnetismus und Elektrizität durch Experimente als unterschiedliche Kräfte nachwies, und Francis Bacon, der in seiner Schrift Novum organum scientiarum das „experimentum“ als Mittel sah, die Natur zu zwingen preiszugeben, was nicht durch Beobachtung allein offenbar werde.

### Astronomie und Mathematik

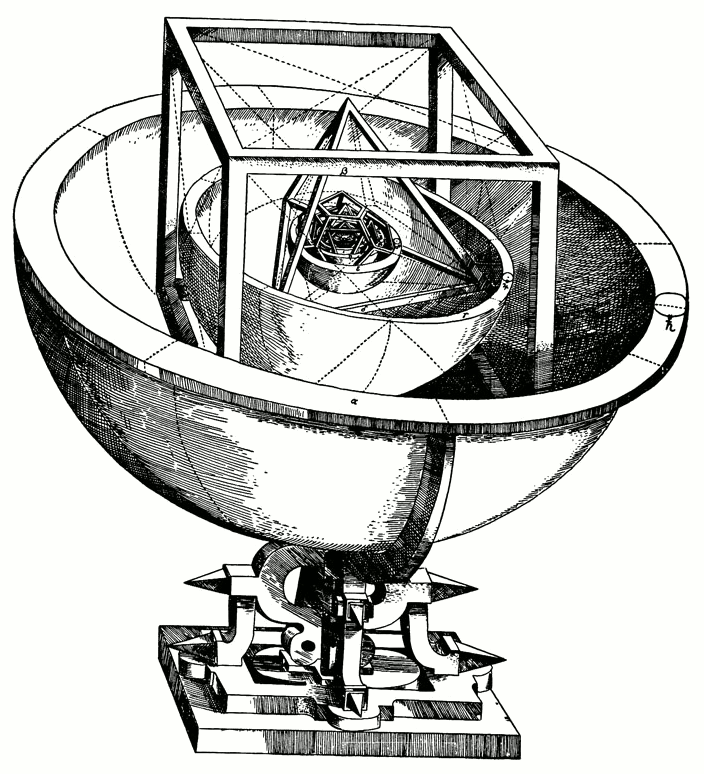
Keplers Modell des Sonnensystems, aus: Mysterium Cosmographicum (1596)

In der astronomischen Theorie und Forschung des Renaissancezeitalters erwies sich nach Nikolaus Kopernikus und Tycho Brahe schließlich Johannes Kepler als bahnbrechender Denker und mathematisches Genie. Herausragend war die Ermittlung der Regelmäßigkeiten im Lauf der Planeten um die Sonne, beginnend beim Mars. Unendlich kompliziert waren nach Keplers eigenem Bekunden die Berechnungen, die ihn zur Einsicht in die elliptische Form der Marsbahn brachten. Beigetragen zum Aufschwung der mathematischen Studien und zur wissenschaftlichen Etablierung der Mathematik hatte die Platon-Renaissance in der zweiten Hälfte des 15. Jahrhunderts, ging doch die platonisch-pythagoreische Tradition von der „Einrichtung des Universums nach Maß und Zahl“ aus und davon, dass sich „die Gottheit in ihm, in seiner Regelhaftigkeit und seiner Schönheit, zeige. Gott, der Weltenbaumeister, mutierte zum Mathematiker.“
Die Physik des Archimedes wiederum war von zentraler Bedeutung für die Forschungen Galileo Galileis, der laut Roeck die Begabungen eines glänzenden Mathematikers und Beobachters mit denen eines praktischen Nutzanwenders verband: Galilei entwickelte unter anderem eine hydrostatische Waage, ein Thermometer sowie eine Pumpe und versuchte sich an der Konstruktion einer Pendeluhr. Vor allem aber optimierte er das Fernrohr zu eigenen Studienzwecken, die ihn zu seinen berühmten astronomischen Beobachtungen und heliozentrischen Schlussfolgerungen führten.

### Geschichtsdenken
In der Renaissance entwickelte sich im Vergleich zu vorhergehenden Jahrhunderten ein gesteigertes Bewusstsein von der Geschichtlichkeit der eigenen Epoche, die man früheren gegenüberstellte, statt nur einfach mit einer fortlaufenden Chronik zu rechnen. An die Stelle heilstheologischer Vorgaben der mittelalterlichen Historiographie trat eine nüchterne, ereignisgeschichtliche Erfassung; neue Standards für den Umgang mit Quellen sowie für Techniken und Formen der Darstellung wurden gesetzt. Damit nahm die moderne Geschichtsschreibung ihren Anfang. Die Renaissance-Humanisten verzichteten auf Wunder oder göttliches Einwirken zur Erklärung historischer Ereignisse. Leonardo Bruni etwa zog zur Geschehenserklärung stattdessen die Rationalität der Akteure mit ihren Interessen und Orientierungen heran.

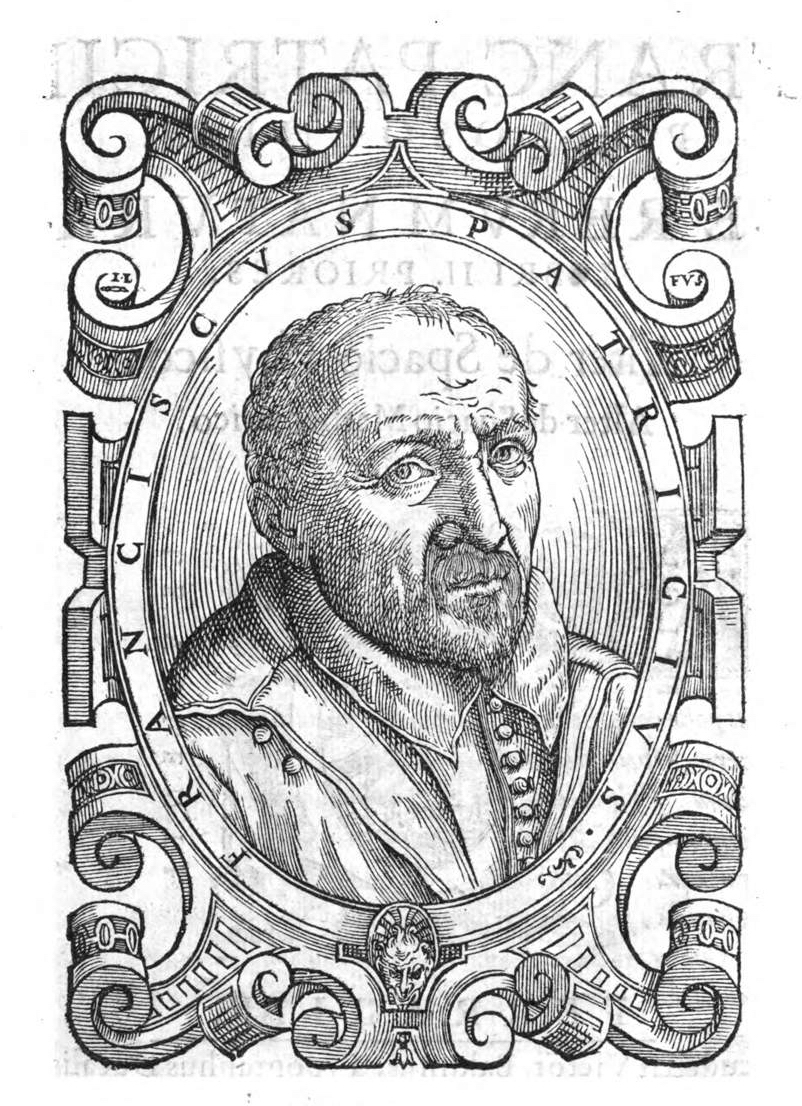
Porträt Francesco Patrizis in seiner Schrift Philosophia de rerum natura, Ferrara 1587

Nach dem Vorbild von Medizin und Mathematik suchte man auch der Geschichtsschreibung wissenschaftlichen Rang zu verleihen und sie an Universitäten zu verankern. Ein erster historischer Lehrstuhl wurde an der Universität Oxford eingerichtet. Mit Berufung auf Cicero wurde Geschichte als Zeugin der Zeiten, Lehrerin des Lebens und Licht der Wahrheit gewürdigt. In Absetzung von der lediglich einfache Fakten referierenden traditionellen Chronistik sollte es nunmehr auch darum gehen, rhetorische Qualitäten in der Geschichtsschreibung zur Geltung zu bringen – was allerdings mit ihrem Objektivitätsanspruch kollidieren konnte. Diesem suchte wiederum François Baudoin zu genügen, indem er die Methode der Juristen anzuwenden empfahl: Abwägen von Zeugenaussagen, Aufspüren von Motivationen, Untersuchung von Ereignisursachen und -folgen. Die veritas historica (die historische Wahrheit) machte Francesco Patrizi da Cherso zum Gegenstand seiner Reflexionen und bestimmte sie laut Roeck als Entsprechung von subjektivem Verstehen und tatsächlichem Geschehen. Der Geschichtsschreiber als Anatom dessen, was war, solle weder mehr noch weniger sagen als das, was in der Sache selbst liegt.

## Rezeptionsaspekte
Den Anstoß für die moderne Renaissance-Forschung gab Jacob Burckhardt mit seiner 1860 erschienenen Kultur der Renaissance in Italien, indem er diese als Wiege der Moderne interpretierte und als Muster für die eigene zeitgenössische Kultur ansah. „Dort ist der Mensch zuerst geistiges Individuum geworden und hat sich als solches erkannt. Daraus erwächst das Selbstbewußtsein des modernen Menschen und das Vertrauen in seine schöpferische Kraft“, referiert August Buck Burckhardts Lesart. Das die Epoche ergänzende Gegenstück zur „Entdeckung des Menschen“ habe für Burckhardt die „Entdeckung der Welt“ im Sinne von objektiver Betrachtung der Wissenschaften dargestellt.
Im 19. Jahrhundert entwickelte sich eine nicht allein im deutschen Sprachraum verbreitete Renaissance-Begeisterung, die am Übergang zum 20. Jahrhundert in einer als Renaissancismus bezeichneten modischen Strömung kumulierte, welche hauptsächlich von Friedrich Nietzsches Rezeption des Burckhardtschen Werkes bestimmt war. Zu Nietzsches Projektion des Übermenschen passte als historische Referenz die angebliche „heroische Unmoral“ des Renaissance-Individuums, wie Nietzsche sie bei Burckhardt an mancherlei Beispielen dargestellt sah. Beispielgebend für die Renaissance-Rezeption im Deutschen Kaiserreich war etwa ein nachgespieltes „Fest am Hof der Medicäer in Florenz“ im Jahr 1875, ein Kostümfest mit illustren Gästen im Berliner Kronprinzenpalais, bei dem Graf Ferdinand von Harrach sich an der Seite der Kronprinzessin Victoria von Preußen halb als Cesare Borgia, halb als Raffael verkleidet zeigte. Eine andere Form deutscher Renaissance-Aneignung fand auf literarischer Ebene statt, wenn es hieß, mit Albrecht Dürer in Venedig sei „ein frischer Lufthauch“ über die Alpen in die Renaissance geweht, „um zu verhindern, dass sie sich früh in ihren Kunstleistungen erschöpft“, oder wenn Michelangelo als „ein erster Nietzsche“ apostrophiert wurde: „Die Bilder der sixtinischen Kapelle muten mich an wie eine gewaltige Illustration des ‚Zarathustra‘.“

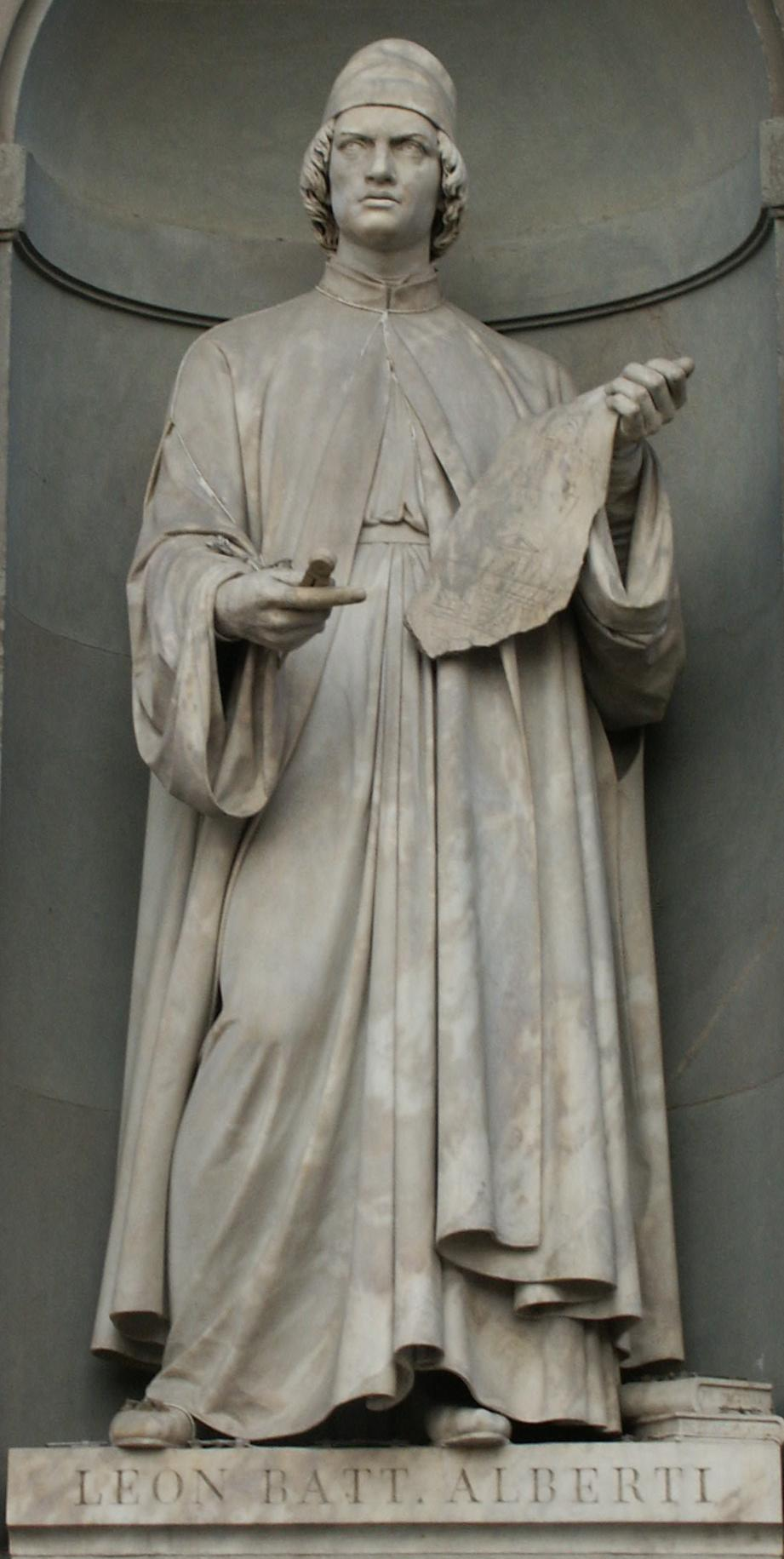
Statue von Leon Battista Alberti im Hof der Uffizien in Florenz

Hanna-Barbara Gerl leitet aus den in der Renaissance aufkommenden Vorstellungen von der relativen menschlichen Freiheit und den daraus sich ergebenden individuellen Entwicklungsmöglichkeiten den Aufstieg der Anthropologie zum Mittelpunkt der Philosophie ab. Diesbezüglich hätten bei Leon Battista Alberti noch Befürchtungen und Skepsis vorgeherrscht: „Allen anderen sterblichen Dingen sehen wir eine unausweichliche und sichere Ordnung vorgegeben. Allein der Mensch, ständig auf der Suche nach Neuem, richtet sich selbst zugrunde. Nicht zufrieden mit dem großen Reich der Natur, will er das Meer durchfahren und, wie mir scheint, die Grenzen der Welt überschreiten.“ Eine andere, positivere Lesart habe sich aber mit der Zeit durchgesetzt, nicht zuletzt bei Giovanni Pico della Mirandola, der die zustimmende Deutung menschlicher Unbestimmtheit mit der ethischen Verpflichtung auf Bildung und Selbstbildung verband. Zur Kontur der Renaissance gehört für Gerl aber auch, dass sie einerseits die Unendlichkeit des Raumes und das darin trotzdem mögliche Messen entdeckt hat, andererseits aber auch die Unendlichkeit des Subjekts und seines Denkens. In der „Weite der unendlichen Räume“ (Blaise Pascal) wurde die Selbstgewissheit des denkenden Subjekts zum Dreh- und Angelpunkt. Am Ende der Renaissance, so Gerl, stand René Descartes’ Leitsatz „Ich denke also bin ich“. Damit sei das neuzeitliche Subjekt, „das so von der eigenen Potenz erfüllt angetreten war“, bereits bei Descartes zum „sub-jectum“ geworden, zum „Unter-Legenen“ des eigenen Denkens.
Für Peter Burke war die Verbreitung eines an antiken Vorbildern orientierten Renaissance-Stils außerhalb Italiens „ein gesamteuropäisches Unternehmen des kulturellen Austauschs“. So hätten beispielsweise französische Steinmetze in Linlithgow Palace italianisierende Motive in die schottische Architektur eingeführt – eine Anregung wiederum für niederländische Handwerker, die dänische Schlösser bauten. Als weiteres Beispiel führt Burke die Ausschmückung von Gebäuden und Möbeln an, bei denen römische Grotesken mit spanischen oder türkischen Arabesken und niederländischen Bandverzierungen verbunden wurden, was zu einem internationalen Stil geführt habe. Es sei bei der Rezeption der Renaissance auf gesamteuropäischer Ebene um einen „aktiven Prozess der Assimilation und Transformation“ gegangen und nicht lediglich um die Ausbreitung klassischer italienischer Ideen. Kritisch wendet sich Burke gegen die „große Erzählung“, in der die Renaissance nur ein Glied in einer Kette darstelle bei „einer triumphalischen Darstellung“ westlicher „Errungenschaften“ seit den Griechen, zu der unter anderem auch die Reformation, die wissenschaftliche Revolution, die Aufklärung und die industrielle Revolution gehörten. Er begreift die Renaissance als „dezentrale“ Erscheinung und die Kultur Westeuropas als eine, die mit ihren Nachbarn, speziell mit Byzanz und mit dem Islam, koexistierte und interagierte. Renaissance-Historiker berücksichtigten nur unzureichend die Beiträge von Juden und Arabern zu dieser Bewegung.
Andere Akzente setzt Bernd Roeck bei seiner historischen Einordnung der europäischen Renaissance. Für ihren Entstehungsprozess macht er „komplex strukturierte, miteinander interferierende Ströme“ geltend, „die in Möglichkeitsräumen zusammenfließen und grundstürzend Neues hervorbringen.“ Als wichtigstes Merkmal der Renaissance und den Kern ihrer Identität sieht er die „ungeheure Spannweite ihres Denkens. Nirgendwo sonst auf der Welt gab es Bildungs- und Forschungseinrichtungen, die eine ähnlich große Zahl an Disziplinen beherbergten, dazu Hunderttausende Studenten ausbildeten – weder Indiens Hochschulen noch die Häuser der Weisheit und Madrasen waren ihnen auch nur entfernt vergleichbar.“ Die von den Denkern des antiken Griechenlands hinterlassene Technik des kritischen Dialogs mit ihrem ständigen Fragen und In-Frage-Stellen war Roeck zufolge prägend für die Wissenschaftskultur der Renaissance. In dieser Zeit habe sich der „Möglichkeitsraum Europa“ gewandelt zum „Wahrscheinlichkeitsraum“ mit einer „Überfülle an Chancen“ für Neuerungen – ungeachtet manch unterschiedlicher Gewichtung der Faktoren, die schließlich wissenschaftliche Revolutionen und Industrialisierung ermöglicht hätten. Nach dem Vorbild griechischer Poleis und der römischen Republik sowie der antiken verfassungstheoretischen Reflexionen bei Platon, Aristoteles, Thukydides und Cicero seien in der Renaissance auch demokratische Ideen aufgegriffen worden, wie sie später im Entstehungsprozess der Verfassung der Vereinigten Staaten bei den Autoren der Federalist Papers Berücksichtigung fanden.